# Aqours
『Aqours』（アクア）は、メディアミックス作品群『ラブライブ!サンシャイン!!』に登場する架空の9人組女性スクールアイドルグループ、およびそのキャラクターの声を演じる声優達による実在の9人組女性声優ユニットの名称である。現実世界における所属レーベルはランティス。Aqoursおよびその派生ユニット (CYaRon！, AZALEA, Guilty Kiss) のアーティストマネジメントはバンダイナムコミュージックライブとアミューズが担当。なお、本項ではグループ内の派生ユニットに関しても解説する。

## 概要
オールメディアプロジェクト『ラブライブ!シリーズ』の第2作『ラブライブ!サンシャイン!!』の主人公グループ「Aqours」のメンバーを演じる声優陣による声優ユニット。ユニット名の由来は、水を意味する「Aqua」と複数形の所有代名詞「ours」を合わせた造語。
リリースされた楽曲はすべて、「キャラクターとしてのAqoursがリリースしたもの」とされており、同作品や、シリーズの派生作品、コラボ企画で使用されている。反面、シリーズと全く関係のない作品などとのタイアップは一切ない。
第1作『ラブライブ!』の主人公グループの声優ユニット・μ's以上に声優の露出が多く、日本各地および海外での単独イベント開催の他、フェス系のライブイベントやテレビ番組へも多く出演している。またアニメ・ゲーム・声優誌以外の雑誌へのグラビア掲載も多く、こちらは『サンシャイン!!』という作品の色合いは少なく、単独の声優ユニットとしての活動となっている。

## 略歴

### 2015年 - 2019年
『電撃G's magazine』2015年4月号で企画開始が予告され、同年6月号にてキャラクター・担当声優の発表と同時に、登場する主要キャラクターが結成するアイドルグループ名の公募を開始。2015年6月30日に発売された同誌8月号にて、ユーザー投票により、ミケ猫が考案したグループ名、「Aqours（アクア）」に決まった。この日が結成日とされている。
2015年夏、メンバー9人による合宿（2015年夏）を実施。体力づくり、ダンスレッスン、料理、1stシングルのカップリング曲「Step! Zero to One」のレコーディングなどを通じ、メンバー曰く、「寝食を共にして、みんな一緒の雰囲気であることがわかって、メンバーで一致団結できるきっかけになった」（降幡愛）、「お互いをよく知り、楽しいことも大変なことも全部共有しようと思うようになった」（逢田梨香子）など、Aqoursとしての活動への覚悟、結束力が高まった。
同年10月7日、1stシングル「君のこころは輝いてるかい?」でCDデビュー。同シングルはオリコンランキングで週間3位を獲得し、オリコン年間ランキングでは新人シングル年間2位を獲得した。
2016年2月1日、Aqoursのメンバー9人が作品の舞台となる内浦（静岡県沼津市）を訪問。これ以降も、イベント、プライベート問わず、メンバーによる内浦訪問がSNSを通じて報告されている。
同年4月27日、2ndシングル「恋になりたいAQUARIUM」を発売。アニメ放送開始前にオリコンランキングでデイリー1位を獲得。同時期に、『G's』誌上の展開を経て「CYaRon！（シャロン）」「AZALEA（アゼリア）」「Guilty Kiss（ギルティキス）」のミニユニットを結成。5・6月にかけて、それぞれの1stシングルをリリース。
同年7月より『サンシャイン!!』のテレビアニメ版第1期が放送開始され、作中で使用される楽曲をリリース。
2017年2月25・26日、初のワンマンライブ（1stライブ）「ラブライブ!サンシャイン!! Aqours First LoveLive! ～Step! ZERO to ONE!!～」を開催。
同年3月、第11回声優アワード歌唱賞を、Aqours名義で受賞。
同年4月、3rdシングル「HAPPY PARTY TRAIN」をリリース。間をおかず、各ミニユニットの2ndシングルもリリースした。
結成2周年となる2017年6月30日、Aqoursのファンクラブ「Aqours CLUB」が誕生し、その入会券が封入されたCDをリリース。以降、毎年6月30日にAqours CLUBの入会券を封入したCDをリリースしている。
同年7月29日、「燦々ぬまづ大使」（2017-2018年度。第25期）に任命された。

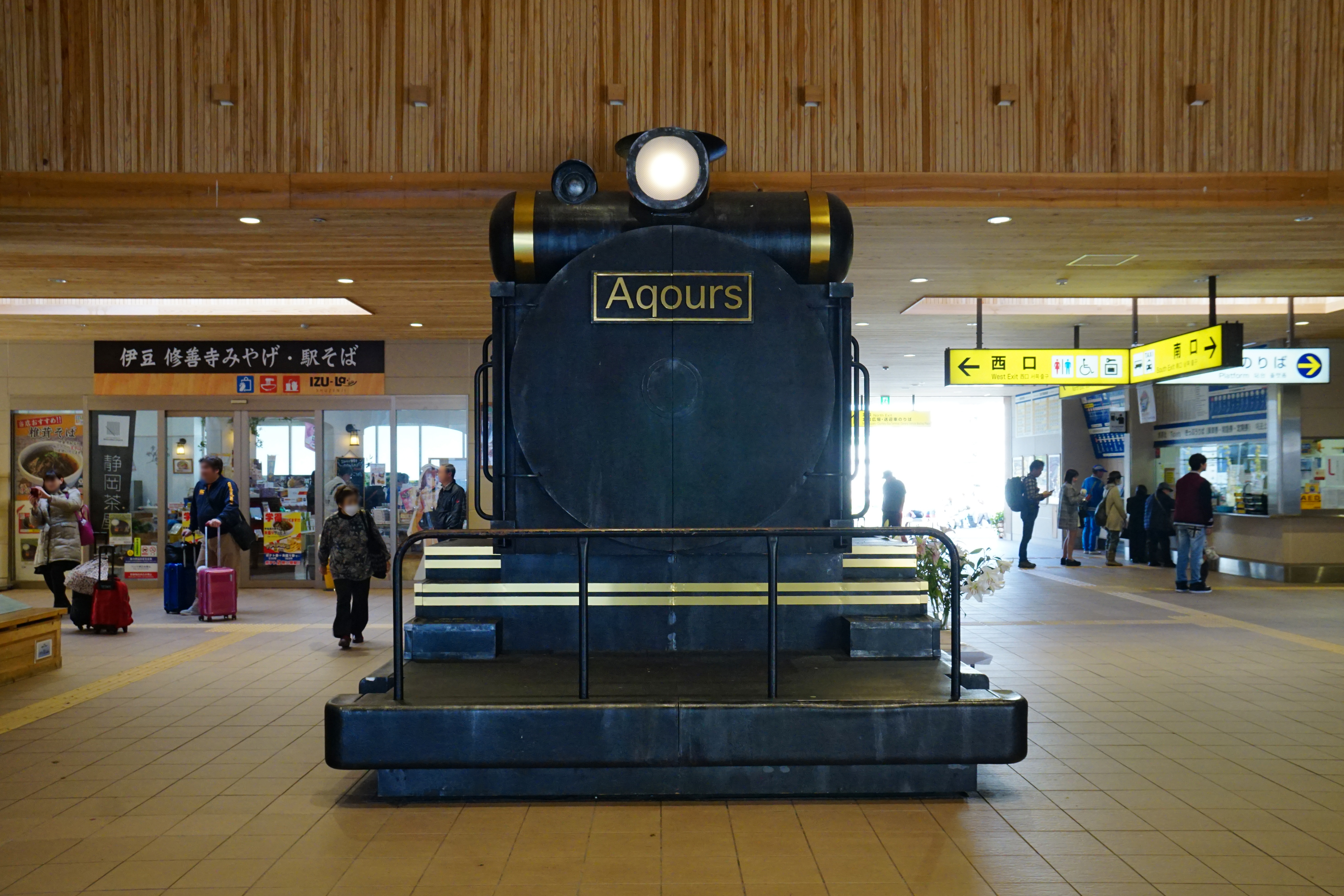
HAPPY PARTY TRAIN TOURのステージで使用されたSL模型。伊豆箱根鉄道の修善寺駅にて展示されていた。

同年8・9月にかけて、シリーズ初のライブツアーとなる2ndライブツアー「ラブライブ!サンシャイン!! Aqours 2nd LoveLive! HAPPY PARTY TRAIN TOUR」を開催。埼玉公演は、2日間でおよそ8万人、LVを含め10万人を動員する盛況であった。
同年10月からは『サンシャイン!!』テレビアニメ第2期が放送され、こちらでも関連楽曲を担当した。また劇中同様、作中に登場するライバルグループ「Saint Snow」との合同ユニット「Saint Aqours Snow」として「Awaken the power」をリリースする。
2018年6・7月にかけて、3rdライブツアー「ラブライブ!サンシャイン!! Aqours 3rd LoveLive! TOUR WONDERFUL STORIES」を開催。大阪公演（6月16・17日）では、全公演終演後の翌日となる18日に大阪府北部地震が発生、メンバー・観客共々、交通網の混乱により足止めを食らう。千秋楽である福岡公演（7月7・8日）は前々日からの平成30年7月豪雨と重なった。公演そのものは予定通りに開催されたものの、シリーズのイベントとして初めて、来場できなかったチケット購入者への払い戻し措置が取られた。
また3rdライブ福岡公演の直前には、シリーズ初の海外単独公演となる「LOVELIVE! SUNSHINE!! Aqours World Love Live! in LA ～Beyond the Pacific～」を開催し、6500人を動員。
11月17・18日、東京ドームにて、シリーズ単独公演としてはμ's以来2年ぶり、Aqoursとしては初となる4thライブ「ラブライブ!サンシャイン!! Aqours 4th LoveLive! SAILING TO THE SUNSHINE」を開催し、国内外でライブビューイングも行い、2日間で15万人を動員した。
12月31日、第69回NHK紅白歌合戦で行われたジャパンカルチャー企画で紅白初出演を果たす。当日のステージでは、『ラブライブ！サンシャイン!!』の紹介VTRが流された後、刀剣男士の「刀剣乱舞」とメドレーの形で「君のこころは輝いてるかい?」を歌唱した。ラストの集合シーンでは、渡辺曜が紅白のテーマである「夢を歌おう」と書かれた横断幕を、黒澤ダイヤと津島善子に紅白のポンポンを持たせた映像が新たに作られ、実際のステージでもキャストがそれぞれ持って曲を締めくくった。また、五木ひろしの「VIVA LA VIDA! 〜生きてるっていいね!〜」では、DA PUMP、AKB48らと共にバックダンサーとして登場。いいねダンスで五木のステージを盛り上げた。
2019年1月4日、沼津市民文化センターにて行われた劇場版「ラブライブ！サンシャイン!!The School Idol Movie Over the Rainbow」の初日舞台挨拶に登壇、引き続き行われた「燦々ぬまづ大使認証式」にて、前期に続き、第26期燦々ぬまづ大使（任期：2019年度～2020年度）に任命された。12日、「SDGs推進 TGC しずおか 2019 by TOKYO GIRLS COLLECTION」アーティストステージに出演。「恋になりたいAQUARIUM」と「ユメ語るよりユメ歌おう」の2曲を歌唱。「ユメ語るよりユメ歌おう」では、インフルエンザで欠席した逢田の「サクラピンク」のポンポンを伊波杏樹が右手に持って歌唱した。14日、NHK総合にてAqoursの単独特集番組『シブヤノオト Presents Aqours東京ドームへの道 〜想いよひとつになれ〜』が放送された。23日、劇場版シングル第一弾「僕らの走ってきた道は…/Next SPARKLING!!」をリリースし、自身初およびラブライブ！シリーズ初のオリコンシングルチャート週間1位を獲得した。また、2019年2月2日放送『COUNT DOWN TV』の週間オリジナルランキングでも初登場1位を獲得した。
3月6日、「ラブライブ！サンシャイン!! Aqours 3rd LoveLive! Tour ～WONDERFUL STORIES～」のDVDとBlu-rayをリリース。オリコン週間Blu-ray Discランキングで自身初の1位を獲得。23・24日から「ラブライブ!」シリーズ初のアジアツアー「LOVELIVE! SUNSHINE!! Aqours World Love Live! ASIA TOUR 2019」が開催。上海および台北の初日公演中に小宮有紗が体調不良を訴え途中退席し、医師により休養を要する急性のアレルギー症状と診断されたため、残りの6公演全てを欠席することとなった。ダイヤが歌うパート部分はCD音源を使用し、「No.10」でのダイヤの「7」の点呼は観客が「10」も含めて叫んだ。不在となった小宮有紗の「レッド」のポンポンを諏訪ななかが左手に鈴木愛奈が右手にそれぞれ持ち、「ユメ語るよりユメ歌おう」を歌唱した。
6月8・9日の2日間、埼玉・西武ドーム（メットライフドーム）にて「ラブライブ！サンシャイン!! Aqours 5th LoveLive! ～Next SPARKLING!!～」を開催、国内外のライブビューイングも含め合計12万人を動員した。今回は劇場版「ラブライブ！サンシャイン!!The School Idol Movie Over the Rainbow」をメインとした構成で行われた。day.2のアンコール前の最終曲では「Aqours CLUB 2019」テーマ曲「Jump up HIGH!!」をCD発売に先駆けてフルバージョンを披露した。
8月31日、さいたまスーパーアリーナで開催された「Animelo Summer Live 2019 -STORY-」の2日目では、初のトリに抜擢された。キャラクター名義の声優ユニットがアニサマのトリを飾るのは、2015年のアイドルマスター シンデレラガールズ以来、4年ぶりとなった。
9月28日、フジテレビ系「MUSIC FAIR」に初出演。司会を務めており、かつ沼津市に縁がある軽部真一と初めて共演する。

### 2020年代

#### 2020年
2020年2月から、ラブライブ！シリーズ史上初のミニユニット単独ライブを開催。AZALEAと追加公演が新型コロナウイルス (COVID-19) の流行に伴い、中止となった。AZALEAの公演については振替公演が計画されたものの、最終的に断念せざるを得なくなった。
4月4日、約3か月後に迎える結成5周年を記念したプロジェクト「Aqours 5th Anniversary 地元愛！Take Me Higher Project」を発表。後述する6thライブドームツアーの開催などが盛り込まれた。
9月から2021年1月にかけて「ラブライブ！サンシャイン!! Aqours 6th LoveLive! ～DOME TOUR 2020～」を開催する予定だったが、新型コロナウイルス感染症 (COVID-19) の拡大に伴い開催が困難と判断、8月21日にすべての公演が中止となったことが発表された。ナンバリングライブの公演中止はシリーズを通じて史上初の出来事であった。代替企画として、東京ドーム公演を予定していた10月10日と11日に、無観客有料生配信ライブ「ラブライブ！サンシャイン!! Aqours ONLINE LoveLive! ～LOST WORLD～」を開催した。例年行われていた海外公演についても、渡航制限およびイベントの中止により、行うことができなかった。

#### 2021年
2月14日、「オダイバ!!超次元音楽祭 -ヨコハマからハッピーバレンタインフェス2021- DAY2」に出演。これがAqoursにとって「LoveLive! Series 9th Anniversary ラブライブ!フェス」以来、約1年1か月ぶりの有観客ライブイベントとなった。
6月30日、結成6周年プロジェクト「We Are Challengers Project」を発表。コロナで中止となった6thライブを2023年に開催することなどが盛り込まれた。
8月14・15日、「ラブライブ！サンシャイン!! AZALEA 1st LoveLive! ～In The Dark /*秘密の物語（ひみつのストーリー）*/～」を開催、当初は2020年3月に予定されていたAZELEAの単独ライブが中止になり、1年5か月越しの開催となったが、直前に国木田花丸役の高槻かなこが医師から適応障害の診断を受け活動休止を発表したため急遽2人での開催となった。この影響で、高槻は生放送およびラジオへの出演をしばらく取りやめることとなった。この措置については、ライブ・パフォーマンス復帰後も継続されていたが、2023年に解除された。
12月29・30日、ぴあアリーナMMにて「ラブライブ！サンシャイン!! Aqours EXTRA LoveLive! ～DREAMY CONCERT 2021～」が開催され、高槻がライブ・パフォーマンスに復帰し、ステージおよびネット上でファンから「おかえりきんちゃん」の声が溢れかえった。9人揃ってかつ有観客開催での単独ライブは、2019年5月の5thライブ以来、2年7か月ぶりのことであった。

#### 2022年
2022年、当初の6thライブのタイトルであった「ラブライブ！サンシャイン!! Aqours 6th LoveLive! ～DOME TOUR 2020～」から改題し、当初の6thライブの全公演中止発表から半年経過した2月と3月に「ラブライブ！サンシャイン!! Aqours 6th LoveLive! ～KU-RU-KU-RU Rock 'n' Roll TOUR～」をバンテリンドームナゴヤ（ナゴヤドーム）とベルーナドーム（西武ドーム）で開催。ベルーナドームでの全公演終演後、2018年11月に開催された4thライブ以来、4年ぶり2度目となる東京ドームでの追加公演の決定が発表され、6月25日と26日に開催された。
6月14日、結成7周年プロジェクト「Aqours 無限大WORLD☆プロジェクト」を発表。2023年にEXTRAライブを開催することなどが盛り込まれた。
11月2日、Aqoursの楽曲としては初めて畑亜貴が関わらなかった作品である「わーいわいわい わいわいわい!」が発売された。

#### 2023年
国の基本的なコロナ対策方針が緩和されたことを受け、2023年2月2日のラブライブ！シリーズライブイベント開催方針の変更に伴い声出し可能となる旨の情報が発表された。
2023年2月11日開催の「Aqours EXTRA Love Live! ～It's a 無限大☆WORLD～」Day.1より、CYaRon！・1stライブ以来約3年ぶり、Aqoursのライブとしては5thライブ以来4年ぶりとなる観客の声出し応援ができるようになった。
3月12日、結成8周年プロジェクト「富士山すゑひろがりプロジェクト」を発表。単独ライブはなく、ファンミーティングイベント「沼津地元愛まつり 2023」の開催などが盛り込まれた。
同年7月2日（ABEMAでは1週早い6月25日から）からは『幻日のヨハネ -SUNSHINE in the MIRROR-』のテレビアニメが放送され、こちらでも関連楽曲を担当した。
12月9・10日に開催された「異次元フェス アイドルマスター★♥ラブライブ！歌合戦」に出演、全員で出演したコンサートに限れば、2年連続3回目となる東京ドームでのライブイベント出演となった。
12月15日から17日にかけて「幻日のヨハネ -The Story of the Sound of Heart-」が開催され、最終日にはライラプス役の日笠陽子がサプライズで出演した。

#### 2024年
2024年6月30日に、配信番組『ラブライブ！サンシャイン!! Aqours 9周年プロジェクト発表会』を実施し、9周年のプロジェクトである『Aqours 9周年 永久hours Project』として、9人での最後のワンマンライブとなる『ラブライブ！サンシャイン!! Aqours Finale LoveLive! ～永久stage～』の開催などを発表した。ただし、同配信番組内などで、ワンマンライブが最後になるだけで解散や活動を休止するわけではないことを説明している。
12月18日にフィナーレライブテーマソング「永久hours」が発売され、2018年に発売された「Thank you, FRIENDS!!」以来となる初動10万枚超え、2019年に発売された「僕らの走ってきた道は…/Next SPARKLING!!」以来となるオリコン週間シングルチャート1位を獲得した。ラブライブ！シリーズにおけるオリコン週間シングルチャート1位獲得は、Liella!の「シェキラ☆☆☆」以来シリーズ3度目、2度目のオリコン週間1位はシリーズ史上初の快挙となった。2025年1月15日、同シングルが日本レコード協会2024年12月度のゴールドディスク認定でプラチナ認定（25万枚以上）を受けたと発表した。プラチナ認定はラブライブ!シリーズを含むLantisレーベル史上初の快挙となる。

#### 2025年
6月6日、配信番組『ラブライブ！サンシャイン!! Aqours 浦の星女学院生放送!!! フィナーレライブ直前! Aqours全員集合スペシャル』が放送された。
同月21・22日、ベルーナドームにて9人での最後のワンマンライブである、「ラブライブ！サンシャイン!! Aqours Finale LoveLive! ～永久stage～」を開催した。動員数は、現地観覧・全国劇場でのライブビューイング、配信を合わせ、10万人だった。また、多くのラブライブ！シリーズの後輩キャスト、「サンシャイン!!」の関係者、沼津市の関係者、ラブライブ！内外問わず、Aqoursのメンバーとの共演経験がある人物らが現地や配信で当ライブを観覧したことをSNSを通じて報告した。
同月29日をもって、公式ファンクラブである「Aqours CLUB 2024」が終了、1年ごとに更新してきた「Aqours CLUB」シリーズは8年の歴史に幕を下ろし、代替作品として6月30日に「MEMORIES」が発売された。

## メンバー

沼津市に設置されたマンホールに描かれたAqoursのメンバー
上段左から高海千歌、桜内梨子、松浦果南
黒澤ダイヤ、渡辺曜、津島善子
国木田花丸、小原鞠莉、黒澤ルビィ

Aqoursは、以下の9名で構成される。リーダーは高海千歌（伊波杏樹）。
さらに各3人のミニユニット「CYaRon！」「AZALEA」「Guilty Kiss」が存在し、各ユニット単独で活動することもある（これらの名前も読者投票を経て決定）。また、浦の星女学院RADIOのパーソナリティで組まれたラジオユニット「ぐ～りんぱ」「わいわいわい」「くさおるりこ」が存在する。
μ'sの現実のライブで恒例となっていたファンによる「10」の点呼は、テレビアニメ第1期第13話でAqoursがメンバーの点呼の際に小原鞠莉（鈴木愛奈）が「9」と叫んだ後に、Aqoursの応援に来ていた浦の星女学院の生徒達が「10」と応えるシーンが存在し、Aqoursの現実のライブにおいても受け継がれている。現実のライブの｢太陽を追いかけろ！｣と「No.10」でも歌の中の点呼の際に小原鞠莉（鈴木愛奈）が「9」と叫んだ後に、観客が「10」と叫ぶのが恒例となっている。
掛け声は「Aqours（アクア）、サンシャイン!」。初期の頃は全員の右手を一つに重ねてこの掛け声と共に右手を上にかざすポーズだったが、アニメ第1期第12話で曜の提案により右手の中指・薬指・小指を握りしめて親指と人差し指で円陣を組み、｢0から1へ｣の言葉で人差し指で円陣の中心を指差してから掛け声と共に上にかざすポーズに変更された。劇場版では、3年生の卒業で6人となった際、全員の右手を一つに重ねて点呼の後に右手の中指・薬指・小指を握りしめて人差し指で中心を指差してから｢1からその先へ、みんなと共に、その先の未来へ｣の言葉の後に掛け声の終わり際にジャンプして上にかざすポーズに変更された。現実のライブでは、千歌（伊波杏樹）の「Aqours（アクア）」の掛け声の後にメンバーと観客が「サンシャイン!」と叫ぶ。なお、アンコール時は、2ndライブツアーまでは通常の「アンコール」でコールされていたが、テレビアニメ第2期の内容を反映して開催された3rdライブツアー以降は、同第11話終盤の閉校祭でのファイヤーストームのシーンの中での同級生トリオ（よしみ、いつき、むつ）からの掛け声を参考にした｢Aqours（アクア）｣とコールするのが恒例となっている。
ラブライブ!シリーズの声優ユニットは、イベントにおける各メンバーの自己紹介において、演じるキャラクターに扮して観客に挨拶するパートがあるが、Aqoursは必ず初対面（「初めまして」など）であるように振舞っている。これは、μ's、虹ヶ咲学園スクールアイドル同好会、Liella!にはない要素であり、Aqoursならではの特徴といえる。
各メンバーの基本データについては以下の通り。

### Aqoursメンバー基本データ一覧
- 標準の順番は公式サイトの紹介順に基づく。クレジット順の欄でソートすると元の順序に戻る。
- 加入順、学年（年齢）、誕生日、血液型、身長、スリーサイズは『ラブライブ!サンシャイン!!』劇中におけるキャラクターのもの。

| クレ ジット 順 | ライブカラー       | 名前/読み                     | 担当声優   | 学年 (年齢) | 誕 生 日 | 身 長 | 血液型 | スリー サイズ | スリー サイズ | スリー サイズ | ミニユニット | ラジオ ユニット         | ライブで の自己 紹介順 | 加入順 | 点呼 |
| -------------- | ------------------ | ----------------------------- | ---------- | ----------- | -------- | ----- | ------ | ------------- | ------------- | ------------- | ------------ | ----------------------- | ---------------------- | ------ | ---- |
| 1              | みかん色           | たかみ ちか 高海 千歌         | 伊波杏樹   | 高2(16)     | 8/1      | 157cm | B型    | 82            | -59           | -83           | CYaRon！     | ぐ～りんぱ              | 5                      | 1      | 1    |
| 2              | さくら色           | さくらうち りこ 桜内 梨子     | 逢田梨香子 | 高2(16)     | 9/19     | 160cm | A型    | 80            | -58           | -82           | Guilty Kiss  | くさおるりこ            | 4                      | 3      | 3    |
| 3              | エメラルドグリーン | まつうら かなん 松浦 果南     | 諏訪ななか | 高3(17)     | 2/10     | 162cm | O型    | 83            | -58           | -84           | AZALEA       | -                       | 7                      | 8      | 8    |
| 4              | レッド             | くろさわ だいや 黒澤 ダイヤ   | 小宮有紗   | 高3(17)     | 1/1      | 162cm | A型    | 80            | -57           | -80           | AZALEA       | ぐ～りんぱ              | 8                      | 9      | 7    |
| 5              | ライトブルー       | わたなべ よう 渡辺 曜         | 斉藤朱夏   | 高2(16)     | 4/17     | 157cm | AB型   | 82            | -57           | -81           | CYaRon！     | わいわいわい            | 6                      | 2      | 2    |
| 6              | オフホワイト       | つしま よしこ 津島 善子       | 小林愛香   | 高1(15)     | 7/13     | 156cm | O型    | 79            | -58           | -80           | Guilty Kiss  | ぐ～りんぱ わいわいわい | 1                      | 6      | 6    |
| 7              | イエロー           | くにきだ はなまる 国木田 花丸 | 高槻かなこ | 高1(15)     | 3/4      | 152cm | O型    | 83            | -57           | -83           | AZALEA       | くさおるりこ            | 3                      | 5      | 4    |
| 8              | ヴァイオレット     | おはら まり 小原 鞠莉         | 鈴木愛奈   | 高3(17)     | 6/13     | 163cm | AB型   | 87            | -60           | -84           | Guilty Kiss  | くさおるりこ            | 9                      | 7      | 9    |
| 9              | ベビーピンク       | くろさわ るびぃ 黒澤 ルビィ   | 降幡愛     | 高1(15)     | 9/21     | 154cm | A型    | 76            | -56           | -79           | CYaRon！     | わいわいわい            | 2                      | 4      | 5    |

### センターポジション
楽曲ごとにステージ最前列の中央で歌う最も目立つポジション。単独センターのみだったμ'sと異なり、センター2名のダブルセンターになっている曲が多く存在する。
PVが公開されている曲は○、アーケード版ゲーム「ラブライブ! スクールアイドルフェスティバル ～after school ACTIVITY～」やスマートフォン向けアプリケーションゲーム「ラブライブ! スクールアイドルフェスティバル ALL STARS」にてMVが公開された曲は△と示している。
また、備考欄において、★は初のセンターポジション、●は「Aqoursセンターポジション総選挙」などのセンター投票結果を反映した曲を示す。
なお、Aqours内の3人組ユニット3組についての詳細は、下記の派生ユニットに記す。
|                            | 曲名                          | PV | センター            | 備考      |
| -------------------------- | ----------------------------- | -- | ------------------- | --------- |
| 1st                        | 君のこころは輝いてるかい?     | ○  | 高海千歌            | ★         |
| 1st                        | 君のこころは輝いてるかい?     | ○  | 桜内梨子            | ★         |
| 1st                        | Step! ZERO to ONE             | △  | 高海千歌            |           |
| 2nd                        | 恋になりたいAQUARIUM          | ○  | 渡辺曜              | ★●        |
| 1期OP                      | 青空Jumping Heart             | ○  | 高海千歌            |           |
| 1期 挿入歌1                | 決めたよHand in Hand          | ○  | 高海千歌            | 2年生のみ |
| 1期 挿入歌1                | ダイスキだったらダイジョウブ! | ○  | 高海千歌            | 2年生のみ |
| 1期 挿入歌2                | 夢で夜空を照らしたい          | ○  | 高海千歌            |           |
| 1期 挿入歌2                | 未熟DREAMER                   | ○  | 松浦果南            | ★         |
| 1期 挿入歌3                | 想いよひとつになれ            | ○  | 高海千歌            | [ 注 24 ] |
| 1期 挿入歌3                | 想いよひとつになれ            | ○  | 渡辺曜              | [ 注 24 ] |
| 1期 挿入歌3                | MIRAI TICKET                  | ○  | 高海千歌            |           |
| スクフェス                 | ジングルベルがとまらない      | △  | 高海千歌            |           |
| 3rd                        | HAPPY PARTY TRAIN             | ○  | 松浦果南            | ●         |
| 3rd                        | SKY JOURNEY                   | △  | 黒澤ルビィ          | ★         |
| Aqours CLUB 2017           | Landing action Yeah!!         | △  | 高海千歌            |           |
| 2期OP                      | 未来の僕らは知ってるよ        | ○  | 高海千歌            |           |
| 2期OP                      | 君の瞳を巡る冒険              | △  | 桜内梨子            |           |
| 2期ED                      | 勇気はどこに?君の胸に!        | ○  | 高海千歌            |           |
| 2期ED                      | “MY LIST” to you!             | ×  | 渡辺曜              |           |
| 2期 挿入歌1                | MY舞☆TONIGHT                  | ○  | 黒澤ダイヤ          | ★         |
| 2期 挿入歌1                | MY舞☆TONIGHT                  | ○  | 黒澤ルビィ          |           |
| 2期 挿入歌1                | MIRACLE WAVE                  | ○  | 高海千歌            |           |
| SAS 1st (2期挿入歌2)       | Awaken the power              | ○  | 黒澤ルビィ          |           |
| SAS 1st (2期挿入歌2)       | Awaken the power              | ○  | 鹿角理亞            | [ 注 25 ] |
| 2期 挿入歌3                | WATER BLUE NEW WORLD          | ○  | 高海千歌            |           |
| 2期 挿入歌3                | WONDERFUL STORIES             | ○  | 高海千歌            |           |
| 劇場版1                    | 僕らの走ってきた道は…         | ○  | 高海千歌            |           |
| 劇場版1                    | Next SPARKLING!!              | ○  | 高海千歌            |           |
| 劇場版2                    | 逃走迷走メビウスループ        | ○  | 小原鞠莉            | 3年生のみ |
| 劇場版2                    | Hop? Stop? Nonstop!           | ○  | 小原鞠莉            | ★         |
| 劇場版3                    | Brightest Melody              | ○  | 高海千歌            |           |
| 4th                        | 未体験HORIZON                 | ○  | 国木田花丸          | ★●        |
| 4th                        | Deep Resonance                | ×  | 津島善子            | ★●        |
| スクスタ                   | KOKORO Magic “A to Z”         | ○  | 高海千歌            |           |
| スクスタ                   | Wake up, Challenger!!         | △  | 桜内梨子            |           |
| 6thライブ テーマソング     | Fantastic Departure!          | △  | 高海千歌            |           |
| 6thライブ テーマソング     | Aqours Pirates Desire         | ×  | 渡辺曜              |           |
| Aqours CLUB 2020           | JIMO-AI Dash!                 | △  | 高海千歌            |           |
| ラブライブ！ANN タイアップ | not ALONE not HITORI          | ×  | 黒澤ルビィ          |           |
| アーティスト タイアップ    | BANZAI! digital trippers      | ○  | 黒澤ダイヤ 初音ミク |           |
| CYaRon！                   |                               |    |                     |           |
| 1st                        | 元気全開DAY! DAY! DAY!        | △  | 高海千歌            |           |
| 1st                        | 夜空はなんでも知ってるの?     | ×  | 渡辺曜              |           |
| 1期BD全巻購入特典          | P.S.の向こう側                | ×  | 黒澤ルビィ          |           |
| 2nd                        | 近未来ハッピーエンド          | △  | 高海千歌            |           |
| 2nd                        | 海岸通りで待ってるよ          | ×  | 渡辺曜              |           |
| 2期BD全巻購入特典          | サクラバイバイ                | ×  | 黒澤ルビィ          |           |
| 3rd                        | Braveheart Coaster            | ×  | 高海千歌            |           |
| 3rd                        | CHANGELESS                    | ×  | 渡辺曜              |           |
| 3rd                        | コドク・テレポート            | ×  | 黒澤ルビィ          |           |
| アルバム                   | ある日…永遠みたいに!          | ×  | 渡辺曜              |           |
| アルバム                   | Whistle of Revolution         | ×  | 黒澤ルビィ          |           |
| アルバム                   | ドラゴンライダーズ            | ×  | 高海千歌            |           |
| AZALEA                     |                               |    |                     |           |
| 1st                        | トリコリコPLEASE!!            | △  | 国木田花丸          |           |
| 1st                        | ときめき分類学                | ×  | 松浦果南            |           |
| 1期BD全巻購入特典          | LONELY TUNING                 | ×  | 松浦果南            |           |
| 2nd                        | GALAXY HidE and SeeK          | △  | 黒澤ダイヤ          |           |
| 2nd                        | INNOCENT BIRD                 | ×  | 国木田花丸          |           |
| 2期BD全巻購入特典          | 卒業ですね                    | ×  | 松浦果南            |           |
| 3rd                        | Amazing Travel DNA            | ×  | 国木田花丸          |           |
| 3rd                        | 空中恋愛論                    | ×  | 黒澤ダイヤ          |           |
| 3rd                        | メイズセカイ                  | ×  | 松浦果南            |           |
| アルバム                   | We‘ll get the next dream!!!   | ×  | 松浦果南            |           |
| アルバム                   | PHOENIX DANCE                 | ×  | 国木田花丸          |           |
| アルバム                   | メタモルフィズム              | ×  | 黒澤ダイヤ          |           |
| Guilty Kiss                |                               |    |                     |           |
| 1st                        | Strawberry Trapper            | △  | 桜内梨子            |           |
| 1st                        | Guilty Night, Guilty Kiss!    | ×  | 小原鞠莉            |           |
| 1期BD全巻購入特典          | Guilty Eyes Fever             | ×  | 桜内梨子            |           |
| 2nd                        | コワレヤスキ                  | △  | 津島善子            |           |
| 2nd                        | Shadow gate to love           | ×  | 桜内梨子            |           |
| 2期BD全巻購入特典          | Guilty!? Farewell party       | ×  | 小原鞠莉            |           |
| 3rd                        | New Romantic Sailors          | ×  | 桜内梨子            |           |
| 3rd                        | Love Pulsar                   | ×  | 津島善子            |           |
| 3rd                        | Phantom Rocket Adventure      | ×  | 小原鞠莉            |           |
| アルバム                   | Shooting Star Warrior         | ×  | 小原鞠莉            |           |
| アルバム                   | Deep Sea Cocoon               | ×  | 桜内梨子            |           |
| アルバム                   | Nameless Love Song            | ×  | 津島善子            |           |

## 派生ユニット
グループ内のメンバーの何人かによって、ユニットが結成されている。電撃G'sマガジン誌上の企画や、冠ラジオ番組の企画など、複数のテーマで結成されており、何人かのメンバーは複数のユニットを兼務している。

### ミニユニット
3人×3グループからなるミニユニット。電撃G'sマガジン誌面上でユニットメンバーおよびユニット名が公募され、 2016年3月28日に公式サイトにて公開された。
μ'sのミニユニットはCDリリースやライブ以外での活動は限定的なものにとどまっていたが、後述の「ユニット対抗戦」やユニット単位でのメディアへの出演、単独ファンミーティングの開催など、積極的な活動を行っている。
ユニット対抗戦
ユニット活動が始まった2016年から2019年まで毎年実施されていたユニット同士による対抗戦。ユニットごとにクイズ、スクフェスなどでポイントを稼ぎ、最終戦で最も多くのポイントを獲得したユニットに豪華なご褒美が与えられる。一方で最下位になったユニットには、ニコ生の冒頭などで前説を行う罰ゲームを受けるのが恒例となっている。
ユニット対抗戦の成績は以下の通り。
|            | タイトル                   | 優勝        | 優勝       | 2位         | 2位        | 3位         | 3位   | ご褒美                   |
| ユニット名 | タイトル                   | ポイント    | ユニット名 | ポイント    | ユニット名 | ポイント    |       | ご褒美                   |
| ---------- | -------------------------- | ----------- | ---------- | ----------- | ---------- | ----------- | ----- | ------------------------ |
| 1          | Aqoursユニット対抗戦!      | AZALEA      | 677        | Guilty Kiss | 566        | CYaRon！    | 518   | 浦ラジ!!!ジャック権      |
| 2          | 第2回Aqoursユニット対抗戦! | Guilty Kiss | 4,734      | AZALEA      | 4,025      | CYaRon！    | 2,659 | 浦ラジ!!!1ヶ月ジャック権 |
| 3          | Aqoursユニット対抗戦!      | CYaRon！    | 1,377      | AZALEA      | 1,061      | Guilty Kiss | 548   | スクフェスジャック権     |
| 4          | ユニット対抗全国ツアー     | AZALEA      | 4,244      | CYaRon！    | 3,899      | Guilty Kiss | 3,448 | 海外旅行権ほか           |

#### CYaRon！
- メンバー：高海千歌（リーダー）、渡辺曜、黒澤ルビィ

CYaRon！（シャロン）は、ポップ＆キュートがコンセプトの王道系アイドルユニット。ユニット名はメンバーの名前の頭文字が含まれており、メンバーの名乗り順もこの並びに準じている。末尾の「！」（感嘆符）は、公式サイトおよびLantisサイト上では全角表記で統一されている。ユニットカラーはオレンジで、ファンネームは「しゃろとも」。掛け声は「We are CYaRon！」。
メンバー構成やコンセプトがμ'sのPrintempsと多くの共通点を持つが、こちらは友情に特化しており、王道的な「恋」をテーマにした楽曲でも友情の要素が強くフォーカスされている。
ユニット対抗戦では、伊波杏樹と斉藤朱夏がクイズやスクフェスなどで苦戦することが多かったため第1回・第2回では最下位になり、前説の罰ゲームを2年連続で受けることとなった。第3回でも最下位のまま最終戦を迎えたが、最終戦で正解を連発したことで逆転優勝を果たした。第4回では体育系なことを生かし運動会で好成績を残した。

#### AZALEA
- メンバー：黒澤ダイヤ（リーダー）、松浦果南、国木田花丸

AZALEA（アゼリア）は、恋と清楚がコンセプトの乙女系アイドルユニット。ユニット名は静岡県の県花であるツツジの英名から取られている。ユニットカラーはピンクで、ファンネームは「トリコビト」。掛け声は「恋の喜び咲かせます」。
「恋」がコンセプトであることから、「恋」をテーマにした楽曲が多いのが特徴。ライブのMCではトリコリコステッキと呼ばれる杖を振り、恋の呪文を唱えて観客が持つペンライトをピンク色に変える演出が定番となっている。
ユニット対抗戦では、3ユニット中最も安定した成績を保っており、唯一最下位の経験がなく、2回の優勝をはじめ高い実力を誇っている。特にスクフェスにおいては、スクフェスを得意とする諏訪ななかの活躍で高得点を稼ぐことが多い。ちびーずとは対照的に、声優陣の高身長トップ3が揃っている。

#### Guilty Kiss
- メンバー：小原鞠莉（リーダー）、津島善子、桜内梨子

Guilty Kiss（ギルティキス）は、西洋風とダークがコンセプトのクール系アイドルユニット。他の2組と比べるとユニット名が長いため、略称の「ギルキス」と呼ばれることが多い。ユニットカラーはパープルで、ファンネームは「Familiar（ファミリア）」。掛け声は「愛こそすべて」。
楽曲や衣装はロック好きな鞠莉と厨二病の善子の趣味が非常に色濃く出ており、ロックサウンドの楽曲が多くを占める。同じくクールユニットであるμ'sのBiBiとの共通点も多いため、3ユニットの中では売り上げが突出しているのが特徴。
ユニット対抗戦では、比較的安定した成績で上位に入ることが多く、第2回では終始圧倒的なリードを保って優勝した。しかし第3回・第4回では最終戦で解答がかみ合わず最下位になってしまい、第3回の後には前説の罰ゲームを受ける羽目となった。担当声優があまりにも個性的すぎるがゆえにオチ要員に回ることが多い。

### ラジオユニット
「ラブライブ！サンシャイン!! Aqours浦の星女学院RADIO!!!」のパーソナリティを担当するユニット。声優に対してのみ使用されるため、キャラクターとしてのユニットとしては扱われない。

#### ぐ〜りんぱ
- メンバー：伊波杏樹、小宮有紗、小林愛香

第33回～第92回まで担当したユニット。第1回パーソナリティ総選挙で選出された。当初はユニット名はなく、ユニット名を募集した結果第52回のラストでユニット名が「ぐ〜りんぱ」に決定、第53回から番組名の後ろに「ぐ〜りんぱ」が追加された。「ぐ〜りんぱ」の由来はメンバーの苗字の2文字目を並べた「宮林波」を音読みしたものとなっている。
なお、ぐ〜りんぱの3人がよく降幡愛のモノマネを披露していたことで、ファンやメンバーの間でも降幡愛は準レギュラーとして扱われるようになり、本人がゲストで訪れた際に自称するようになった。
担当終了後にリリースされたデュオトリオ曲の「Party! Party! PaPaPaParty!」はぐ〜りんぱのユニット曲という扱いになっており、曲の冒頭に「ぐ〜!りん!ぱ!」の掛け声が入る。

#### わいわいわい
- メンバー：斉藤朱夏、小林愛香、降幡愛

第101回から第213回まで担当したユニット。第2回パーソナリティ総選挙で選出された。前任のぐ〜りんぱからは小林が続投し、準レギュラーの降幡がレギュラーに昇格。新選出の斉藤にとっては自身初のラジオレギュラーとなった。第103回でユニット名が「わいわいわい」に決定した。ちなみに｢わいわいわい｣の名前の由来は3人が演じる曜、善子(ヨハネ)、ルビィを英語表記にした際に共通してアルファベットの｢Y｣が入ってるからである。
第306回からは、JMAと称して再びわいわいわいが実質的にパーソナリティに復帰することになった。また、2022年の公開録音でラジオユニットでは初のユニットソングの制作が決定したことが発表された。その楽曲である「わーいわいわい わいわいわい!」は、Aqoursの曲としては史上初めて畑亜貴が関与していない楽曲となった 。

#### くさおるりこ
- メンバー：逢田梨香子、高槻かなこ、鈴木愛奈

第220回から第293回まで担当したユニット。Aqours結成5周年記念でリニューアルされた浦ラジに選ばれた3人。第223回で決まったユニット名。名前の由来は各担当キャラクターの名前の最初の一文字目、国木田の「く」、桜内の「さ」、小原の「お」と最後の一文字、花丸の「る」、鞠莉の「り」、梨子の「こ」である。
デュオトリオ曲「夏への扉 Never end ver.」のメンバーと同一であるため、正式なユニット名が決まるまでは「ハリケーンブロッサム」と呼ばれていた。
他のメンバーがゲストが来た際には、ゲストの名前をもじってユニット名が変化するのが恒例となっていた。

### その他のユニット

#### ちびーず
- メンバー：斉藤朱夏、降幡愛、鈴木愛奈

Aqoursメンバーでは身長が低めの3人が度々Twitterなどで使用しているグループ名。4thライブday2「Thank you, FRIENDS!!」衣裳紹介の時にも使用していた。

#### シャゼリア☆キッス
- メンバー：シャゼキス☆みかん (CV.伊波杏樹)、シャゼキス☆桜 (CV.逢田梨香子)、シャゼキス☆エメラルド (CV.諏訪ななか)、シャゼキス☆レッド (CV.小宮有紗)、シャゼキス☆ブルー (CV.斉藤朱夏)、シャゼキス☆ブラック (CV.小林愛香)、シャゼキス☆イエロー (CV.高槻かなこ)、シャゼキス☆ヴァイオレット (CV.鈴木愛奈)、シャゼキス☆ピンク (CV.降幡愛）

2020年4月1日のエイプリルフール企画で登場したユニット。PVではマンガ家の島本和彦が作画を手がけ、千葉繁がナレーションを担当した。その後、10月10日開催の「ラブライブ！サンシャイン!! Aqours ONLINE LoveLive! ～LOST WORLD～」において、実際に声優9人によるパフォーマンスが披露された。あくまでAqours本人とは別人という設定になっている。

## 作品

### シングル

#### ナンバリングシングル
|     | 発売日        | タイトル                  | アーティスト名 | 規格品番                | 最高位 |
| --- | ------------- | ------------------------- | -------------- | ----------------------- | ------ |
| 1st | 2015年10月7日 | 君のこころは輝いてるかい? | Aqours         | LACM-14400（BD同梱盤）  | 3位    |
| 1st | 2015年10月7日 | 君のこころは輝いてるかい? | Aqours         | LACM-14401（DVD同梱盤） | 3位    |
| 2nd | 2016年4月27日 | 恋になりたいAQUARIUM      | Aqours         | LACM-14470（BD同梱盤）  | 3位    |
| 2nd | 2016年4月27日 | 恋になりたいAQUARIUM      | Aqours         | LACM-14471（DVD同梱盤） | 3位    |
| 3rd | 2017年4月5日  | HAPPY PARTY TRAIN         | Aqours         | LACM-14590（BD同梱盤）  | 2位    |
| 3rd | 2017年4月5日  | HAPPY PARTY TRAIN         | Aqours         | LACM-14591（DVD同梱盤） | 2位    |
| 4th | 2019年9月25日 | 未体験HORIZON             | Aqours         | LACM-14880（BD同梱盤）  | 3位    |
| 4th | 2019年9月25日 | 未体験HORIZON             | Aqours         | LACM-14881（DVD同梱盤） | 3位    |

#### その他のAqoursシングル
|              | 発売日         | タイトル                  | アーティスト名       | 規格品番                                      | 最高位 |
| ------------ | -------------- | ------------------------- | -------------------- | --------------------------------------------- | ------ |
| スクフェス   | 2016年11月23日 | ジングルベルがとまらない  | Aqours               | LACM-14560                                    | 3位    |
| テーマソング | 2017年6月30日  | Landing action Yeah!!     | Aqours               | LACM-14600                                    | 3位    |
| デュオトリオ | 2017年8月2日   | SUMMER VACATION           | Aqours               | LACM-14630                                    | 4位    |
| テーマソング | 2018年6月30日  | ホップ・ステップ・ワーイ! | Aqours               | LACM-34770（GOLD EDITION） LACM-34771         | 4位    |
| テーマソング | 2018年8月1日   | Thank you, FRIENDS!!      | Aqours               | LACM-14800                                    | 3位    |
| テーマソング | 2019年6月30日  | Jump up HIGH!!            | Aqours               | LACM-34860（PLATINUM EDITION） LACM-14860     | 2位    |
| テーマソング | 2019年7月26日  | 冒険Type A, B, C!!        | Aqours               | LACZ-10019（非売品）                          | -      |
| スクスタ     | 2019年10月30日 | KOKORO Magic “A to Z”     | Aqours               | LACM-14930                                    | 4位    |
| テーマソング | 2020年7月22日  | Fantastic Departure!      | Aqours               | LACM-14990                                    | 3位    |
| テーマソング | 2020年8月26日  | JIMO-AI Dash!             | Aqours               | LACM-34010（BLACK EDITION） LACM-24010        | 5位    |
| デュオトリオ | 2020年12月9日  | WINTER VACATION           | Aqours               | LACM-24030                                    | 5位    |
| テーマソング | 2021年3月31日  | smile smile ship Start!   | Aqours               | LACM-24090（CD+BD） LACM-24091（CD+DVD）      | 4位    |
| テーマソング | 2021年6月30日  | DREAMY COLOR              | Aqours               | LACM-34130（HOLOGRAM EDITION） LACM-24130     | 4位    |
| コラボソング | 2021年9月22日  | KU-RU-KU-RU Cruller!      | Aqours               | LACM-24170（CD+BD） LACM-24171（CD+DVD）      | 6位    |
| テーマソング | 2022年4月13日  | なんどだって約束！        | Aqours               | LACM-24260                                    | 3位    |
| テーマソング | 2022年6月30日  | ユメ+ミライ=無限大        | Aqours               | LACM-34280（WHITE EDITION） LACM-24280        | 5位    |
| コラボソング | 2022年8月24日  | BANZAI! digital trippers  | Aqours feat.初音ミク | LACM-24290（CD+BD） LACM-24291（CD+DVD）      | 3位    |
| テーマソング | 2024年12月18日 | 永久hours                 | Aqours               | LACM-34640（初回限定盤） LACM-24640（通常盤） | 1位    |

#### ユニットシングル
|             | 発売日         | タイトル               | 規格品番   | 最高位   |
| CYaRon！    | CYaRon！       | CYaRon！               | CYaRon！   | CYaRon！ |
| ----------- | -------------- | ---------------------- | ---------- | -------- |
| 1st         | 2016年5月11日  | 元気全開DAY! DAY! DAY! | LACM-14481 | 6位      |
| 2nd         | 2017年5月10日  | 近未来ハッピーエンド   | LACM-14601 | 6位      |
| 3rd         | 2019年12月4日  | Braveheart Coaster     | LACM-14932 | 3位      |
| AZALEA      |                |                        |            |          |
| 1st         | 2016年5月25日  | トリコリコPLEASE!!     | LACM-14482 | 7位      |
| 2nd         | 2017年5月31日  | GALAXY HidE and SeeK   | LACM-14602 | 4位      |
| 3rd         | 2019年12月11日 | Amazing Travel DNA     | LACM-14933 | 3位      |
| Guilty Kiss |                |                        |            |          |
| 1st         | 2016年6月8日   | Strawberry Trapper     | LACM-14483 | 5位      |
| 2nd         | 2017年6月21日  | コワレヤスキ           | LACM-14603 | 4位      |
| 3rd         | 2019年11月27日 | New Romantic Sailors   | LACM-14931 | 2位      |

#### その他のシングル
|                  | 発売日        | タイトル                       | アーティスト名    | 規格品番   | 最高位 |
| ---------------- | ------------- | ------------------------------ | ----------------- | ---------- | ------ |
| 謎のテーマソング | 2020年5月8日  | シャゼリア☆キッス☆ダダンダーン | シャゼリア☆キッス | LACZ-10030 | -      |
| テーマソングCD   | 2022年11月9日 | わーいわいわい わいわいわい！  | わいわいわい      | LACM-24340 | 12位   |

#### アニメ関連シングル
「幻日のヨハネ」に関しては、Aqours名義ではない作品も含まれている。
|                            | 発売日                                 | タイトル                                             | アーティスト名 | 規格品番                                                       | 最高位 |
| 第1期                      | 第1期                                  | 第1期                                                | 第1期 | 第1期                                                          | 第1期  |
| -------------------------- | -------------------------------------- | ---------------------------------------------------- | --- | -------------------------------------------------------------- | ------ |
| オープニングテーマ         | 2016年7月20日                          | 青空Jumping Heart                                    | Aqours | LACM-14500                                                     | 4位    |
| 挿入歌1                    | 2016年8月3日                           | 決めたよHand in Hand/ダイスキだったらダイジョウブ!   | Aqours | LACM-14521                                                     | 5位    |
| エンディングテーマ         | 2016年8月24日                          | ユメ語るよりユメ歌おう                               | Aqours | LACM-14540                                                     | 3位    |
| 挿入歌2                    | 2016年9月14日                          | 夢で夜空を照らしたい/未熟DREAMER                     | Aqours | LACM-14522                                                     | 2位    |
| 挿入歌3                    | 2016年11月9日                          | 想いよひとつになれ/MIRAI TICKET                      | Aqours | LACM-14523                                                     | 3位    |
| オリジナルサウンドトラック | 2016年11月30日                         | Sailing to the Sunshine                              | 加藤達也、Aqours | LACA-9475/LACA-9476                                            | 6位    |
| 第2期                      |                                        |                                                      | |                                                                |        |
| オープニングテーマ         | 2017年10月25日                         | 未来の僕らは知ってるよ                               | Aqours | LACM-14680                                                     | 3位    |
| エンディングテーマ         | 2017年11月15日                         | 勇気はどこに?君の胸に!                               | Aqours | LACM-14681                                                     | 4位    |
| 挿入歌1                    | 2017年11月29日                         | MY舞☆TONIGHT/MIRACLE WAVE                            | Aqours | LACM-14691                                                     | 2位    |
| 挿入歌2                    | 2017年12月20日                         | Awaken the power                                     | Saint Aqours Snow | LACM-14692                                                     | 3位    |
| 挿入歌3                    | 2018年1月17日                          | WATER BLUE NEW WORLD/WONDERFUL STORIES               | Aqours | LACM-14693                                                     | 4位    |
| オリジナルサウンドトラック | 2018年1月31日                          | Journey to the Sunshine                              | 加藤達也、Aqours | LACA-9580/LACA-9581                                            | 7位    |
| 劇場版                     |                                        |                                                      | |                                                                |        |
| 劇場版1                    | 2019年1月23日                          | 僕らの走ってきた道は…/Next SPARKLING!!               | Aqours | LACM-14831                                                     | 1位    |
| 劇場版2                    | 2019年1月30日                          | 逃走迷走メビウスループ/Hop? Stop? Nonstop!           | Aqours | LACM-14832                                                     | 2位    |
| 劇場版3                    | 2019年2月6日                           | Believe again/Brightest Melody/Over The Next Rainbow | Saint Aqours Snow | LACM-14833                                                     | 3位    |
| オリジナルサウンドトラック | 2019年2月27日                          | Sailing to the Rainbow                               | 加藤達也 Aqours Saint Snow | LACA-9665/LACA-9666                                            | 18位   |
| 幻日のヨハネ               |                                        |                                                      | |                                                                |        |
| オープニングテーマ         | 2023年6月8日（先行配信） 2023年7月26日 | 幻日ミステリウム                                     | Aqours | LACM-24440                                                     | 7位    |
| エンディングテーマ         | 2023年7月3日（先行配信） 2023年8月2日  | キミノタメボクノタメ                                 | Aqours | LACM-24441                                                     | 7位    |
| 挿入歌1                    | 2023年8月23日                          | Far far away/Be as one!!!                            | ヨハネ（小林愛香） ダイヤ（小宮有紗）、ルビィ（降幡愛）、チカ（伊波杏樹） | LACM-24442（Far far away盤） LACM-24443（Be as one!!!盤）      | 8位    |
| 挿入歌2                    | 2023年9月6日                           | R・E・P/Hey, dear my friends                         | ハナマル（高槻かなこ）ヨウ（斉藤朱夏）、カナン（諏訪ななか） ヨハネ（小林愛香）、リコ（逢田梨香子）、マリ（鈴木愛奈）                                                          | LACM-24444（R・E・P盤） LACM-24445（Hey, dear my friends盤）   | 14位   |
| 挿入歌3                    | 2023年9月27日                          | GIRLS!!/Wonder sea breeze                            | ヨハネ（小林愛香）、ハナマル（高槻かなこ）、ダイヤ（小宮有紗）、ルビィ（降幡愛）、チカ（伊波杏樹）、ヨウ（斉藤朱夏）、カナン（諏訪ななか）リコ（逢田梨香子）、マリ（鈴木愛奈） | LACM-24446（GIRLS!!盤） LACM-24447（Wonder sea breeze盤）      | 13位   |
| 挿入歌4                    | 2023年10月11日                         | Forever U & I/La la 勇気のうた                       | ヨハネ（小林愛香）、ハナマル（高槻かなこ）、ダイヤ（小宮有紗）、ルビィ（降幡愛）、チカ（伊波杏樹）、ヨウ（斉藤朱夏）、カナン（諏訪ななか）リコ（逢田梨香子）、マリ（鈴木愛奈） | LACM-24448（Forever U & I盤） LACM-24449（La la 勇気のうた盤） | 11位   |

#### ラブライブ!シリーズ合同楽曲
|                                                  | 発売日                                      | タイトル           | アーティスト名 | 規格品番   | 最高位 |
| ------------------------------------------------ | ------------------------------------------- | ------------------ | --- | ---------- | ------ |
| カウントダウンライブテーマソング                 | 2021年11月3日                               | LIVE with a smile! | - Aqours - 虹ヶ咲学園スクールアイドル同好会 - Liella! | LACM-24180 | 3位    |
| アイマス・ラブライブ合同ライブテーマソング       | - 2023年11月8日（先行配信） - 2023年12月6日 | 異次元★♥BIGBANG    | - 島村卯月（大橋彩香） - 最上静香（田所あずさ） - 月岡恋鐘（礒部花凜） - 高海千歌（伊波杏樹） - 上原歩夢（大西亜玖璃） - 澁谷かのん（伊達さゆり） - 日野下花帆（楡井希実） | LACM-24470 | 5位    |
| アジアツアーテーマソング                         | 2024年09月20日                              | Bring the LOVE！   | - 渡辺曜（斉藤朱夏） - 上原歩夢（大西亜玖璃） - 澁谷かのん（伊達さゆり） - 日野下花帆（楡井希実） - 高坂穂乃果（新田恵海）                                                 | LACM-24630 | TBA    |
| オールナイトニッポンGOLDスペシャルユニットソング | 2025年1月22日                               | 愛♡スクリ〜ム!     | AiScReam | LACM-24620 | 7位    |

#### スプリットシングル
|                                        | 発売日         | タイトル                                                  | 曲名                     | アーティスト名 | 規格品番   | 最高位 | 備考                                                            |
| -------------------------------------- | -------------- | --------------------------------------------------------- | ------------------------ | -------------- | ---------- | ------ | --------------------------------------------------------------- |
| オールナイトニッポンGOLDタイアップ企画 | 2021年11月24日 | not ALONE not HITORI/ミラクル STAY TUNE!/Shooting Voice!! | 「not ALONE not HITORI」 | Aqours         | LACM-24200 | 3位    | 虹ヶ咲学園スクールアイドル同好会・Liella!とのスプリットシングル |

### アルバム

#### ベストアルバム
|   | 発売日        | タイトル                   | 販売形態   | 販売形態 | 規格品番          | 最高位 |
| - | ------------- | -------------------------- | ---------- | -------- | ----------------- | ------ |
| 1 | 2020年10月7日 | Aqours CHRONICLE 2015-2017 | 初回限定盤 | CD+BD    | LACA-39800～39803 | 3位    |
| 1 | 2020年10月7日 | Aqours CHRONICLE 2015-2017 | 通常盤     | CD       | LACA-9780～9783   | 3位    |
| 2 | 2021年10月7日 | Aqours CHRONICLE 2018-2020 | 初回限定盤 | CD+BD    | LACA-39860～39861 | 3位    |
| 2 | 2021年10月7日 | Aqours CHRONICLE 2018-2020 | 通常盤     | CD       | LACA-9860～9861   | 3位    |

#### リアレンジアルバム
|  | 発売日        | タイトル                                                                             | アーティスト名 | 規格品番   | 最高位 |
|  | ------------- | ------------------------------------------------------------------------------------ | -------------- | ---------- | ------ |
|  | 2023年2月15日 | ラブライブ！サンシャイン!! Aqours Rock 'n' Roll リアレンジアルバム「The Blue Swell」 | Aqours         | LACA-25010 | 16位   |

#### ソロアルバム
|                                  | 発売日        | タイトル | アーティスト名                         | 規格品番     | 最高位 |
| -------------------------------- | ------------- | --- | -------------------------------------- | ------------ | ------ |
| Aqours First Solo Concert Album  | 2020年8月1日  | LoveLive! Sunshine!! Takami Chika First Solo Concert Album ～One More Sunshine Story～                       | 高海千歌 (CV.伊波杏樹) from Aqours     | LACA-9760/1  | 3位    |
| Aqours First Solo Concert Album  | 2020年9月19日 | LoveLive! Sunshine!! Sakurauchi Riko First Solo Concert Album ～Pianoforte Monologue～                       | 桜内梨子 (CV.逢田梨香子) from Aqours   | LACA-9762/3  | 8位    |
| Aqours First Solo Concert Album  | 2020年9月21日 | LoveLive! Sunshine!! Kurosawa Ruby First Solo Concert Album ～RED GEM WINK～                                 | 黒澤ルビィ (CV.降幡愛) from Aqours     | LACA-9764/5  | 10位   |
| Aqours First Solo Concert Album  | 2021年1月1日  | LoveLive! Sunshine!! Kurosawa Dia First Solo Concert Album ～WHITE FIRST LOVE～                              | 黒澤ダイヤ (CV.小宮有紗) from Aqours   | LACA-9766/7  | 2位    |
| Aqours First Solo Concert Album  | 2021年2月10日 | LoveLive! Sunshine!! Matsuura Kanan First Solo Concert Album ～さかなかなんだか？～                          | 松浦果南 (CV.諏訪ななか) from Aqours   | LACA-9768/9  | 5位    |
| Aqours First Solo Concert Album  | 2021年3月4日  | LoveLive! Sunshine!! Kunikida Hanamaru First Solo Concert Album ～おやすみなさん！～                         | 国木田花丸 (CV.高槻かなこ) from Aqours | LACA-9770/1  | 4位    |
| Aqours First Solo Concert Album  | 2021年4月17日 | LoveLive! Sunshine!! Watanabe You First Solo Concert Album ～Beginner's Sailing～                            | 渡辺曜 (CV.斉藤朱夏) from Aqours       | LACA-9772/3  | 4位    |
| Aqours First Solo Concert Album  | 2021年6月13日 | LoveLive! Sunshine!! Ohara Mari First Solo Concert Album ～New winding road～                                | 小原鞠莉 (CV.鈴木愛奈) from Aqours     | LACA-9774/5  | 7位    |
| Aqours First Solo Concert Album  | 2021年7月13日 | LoveLive! Sunshine!! Tsushima Yoshiko First Solo Concert Album ～in this unstable world～                    | 津島善子 (CV.小林愛香) from Aqours     | LACA-9776/7  | 4位    |
| Aqours Second Solo Concert Album | 2021年8月1日  | LoveLive! Sunshine!! Second Solo Concert Album ～THE STORY OF FEATHER～ starring Takami Chika                | 高海千歌 (CV.伊波杏樹) from Aqours     | LACA-9831/2  | 11位   |
| Aqours Second Solo Concert Album | 2021年9月19日 | LoveLive! Sunshine!! Second Solo Concert Album ～THE STORY OF FEATHER～ starring Sakurauchi Riko             | 桜内梨子 (CV.逢田梨香子) from Aqours   | LACA-9833/4  | 9位    |
| Aqours Second Solo Concert Album | 2021年9月21日 | LoveLive! Sunshine!! Second Solo Concert Album ～THE STORY OF FEATHER～ starring Kurosawa Ruby               | 黒澤ルビィ (CV.降幡 愛) from Aqours    | LACA-9835/6  | 15位   |
| Aqours Second Solo Concert Album | 2022年1月1日  | LoveLive! Sunshine!! Second Solo Concert Album ～THE STORY OF FEATHER～ starring Kurosawa Dia                | 黒澤ダイヤ (CV.小宮有紗) from Aqours   | LACA-9837/8  | 3位    |
| Aqours Second Solo Concert Album | 2022年2月10日 | LoveLive! Sunshine!! Second Solo Concert Album ～THE STORY OF FEATHER～ starring Matsuura Kanan              | 松浦果南 (CV.諏訪ななか) from Aqours   | LACA-9839/40 | 10位   |
| Aqours Second Solo Concert Album | 2022年3月4日  | LoveLive! Sunshine!! Second Solo Concert Album ～THE STORY OF FEATHER～ starring Kunikida Hanamaru           | 国木田花丸 (CV.高槻かなこ) from Aqours | LACA-9841/2  | 8位    |
| Aqours Second Solo Concert Album | 2022年4月17日 | LoveLive! Sunshine!! Second Solo Concert Album ～THE STORY OF FEATHER～ starring Watanabe You                | 渡辺 曜 (CV.斉藤朱夏) from Aqours      | LACA-9843/4  | 7位    |
| Aqours Second Solo Concert Album | 2022年6月13日 | LoveLive! Sunshine!! Second Solo Concert Album ～THE STORY OF FEATHER～ starring Ohara Mari                  | 小原鞠莉 (CV.鈴木愛奈) from Aqours     | LACA-9845/6  | 11位   |
| Aqours Second Solo Concert Album | 2022年7月13日 | LoveLive! Sunshine!! Second Solo Concert Album ～THE STORY OF FEATHER～ starring Tsushima Yoshiko            | 津島善子 (CV.小林愛香) from Aqours     | LACA-9847/8  | 10位   |
| Aqours Third Solo Concert Album  | 2022年8月1日  | LoveLive! Sunshine!! Third Solo Concert Album ～THE STORY OF “OVER THE RAINBOW”～ starring Takami Chika      | 高海千歌 (CV.伊波杏樹) from Aqours     | LACA-9920/1  | 18位   |
| Aqours Third Solo Concert Album  | 2022年9月19日 | LoveLive! Sunshine!! Third Solo Concert Album ～THE STORY OF “OVER THE RAINBOW”～ starring Sakurauchi Riko   | 桜内梨子 (CV.逢田梨香子) from Aqours   | LACA-9922/3  | 15位   |
| Aqours Third Solo Concert Album  | 2022年9月21日 | LoveLive! Sunshine!! Third Solo Concert Album ～THE STORY OF “OVER THE RAINBOW”～ starring Kurosawa Ruby     | 黒澤ルビィ (CV.降幡 愛) from Aqours    | LACA-9924/5  | 11位   |
| Aqours Third Solo Concert Album  | 2023年1月1日  | LoveLive! Sunshine!! Third Solo Concert Album ～THE STORY OF “OVER THE RAINBOW”～ starring Kurosawa Dia      | 黒澤ダイヤ (CV.小宮有紗) from Aqours   | LACA-9926/7  | 17位   |
| Aqours Third Solo Concert Album  | 2023年2月10日 | LoveLive! Sunshine!! Third Solo Concert Album ～THE STORY OF “OVER THE RAINBOW”～ starring Matsuura Kanan    | 松浦果南 (CV.諏訪ななか) from Aqours   | LACA-9928/9  | 9位    |
| Aqours Third Solo Concert Album  | 2023年3月4日  | LoveLive! Sunshine!! Third Solo Concert Album ～THE STORY OF “OVER THE RAINBOW”～ starring Kunikida Hanamaru | 国木田花丸 (CV.高槻かなこ) from Aqours | LACA-9930/1  | 12位   |
| Aqours Third Solo Concert Album  | 2023年4月17日 | LoveLive! Sunshine!! Third Solo Concert Album ～THE STORY OF “OVER THE RAINBOW”～ starring Watanabe You      | 渡辺 曜 (CV.斉藤朱夏) from Aqours      | LACA-9932/3  | 12位   |
| Aqours Third Solo Concert Album  | 2023年6月13日 | LoveLive! Sunshine!! Third Solo Concert Album ～THE STORY OF “OVER THE RAINBOW”～ starring Ohara Mari        | 小原鞠莉 (CV.鈴木愛奈) from Aqours     | LACA-9934/5  | TBA    |

#### ユニットアルバム
|             | 発売日        | タイトル                    | 規格品番   | 最高位   |
| CYaRon！    | CYaRon！      | CYaRon！                    | CYaRon！   | CYaRon！ |
| ----------- | ------------- | --------------------------- | ---------- | -------- |
| 1st         | 2021年6月2日  | ある日…永遠みたいに!        | LACA-15881 | 2位      |
| AZALEA      |               |                             |            |          |
| 1st         | 2021年6月23日 | We‘ll get the next dream!!! | LACA-15882 | 5位      |
| Guilty Kiss |               |                             |            |          |
| 1st         | 2021年7月28日 | Shooting Star Warrior       | LACA-15883 | 3位      |

### 映像作品
「V/A」は「Various Artists」のことを指す。
|     | 発売日         | タイトル | アーティスト名                                         | 規格品番               | 最高位 | 最高位 |
| BD  | 発売日         | タイトル | アーティスト名                                         | 規格品番               | DVD    |        |
| --- | -------------- | --- | ------------------------------------------------------ | ---------------------- | ------ | ------ |
| 1st | 2017年9月27日  | ラブライブ!サンシャイン!! Aqours First LoveLive! 〜Step! ZERO to ONE!!〜                                                | Aqours                                                 | LABX-8220（BOX）       | 2位    | -      |
| 1st | 2017年9月27日  | ラブライブ!サンシャイン!! Aqours First LoveLive! 〜Step! ZERO to ONE!!〜                                                | Aqours                                                 | LABX-8225～6（Day1）   | 114位  | 35位   |
| 1st | 2017年9月27日  | ラブライブ!サンシャイン!! Aqours First LoveLive! 〜Step! ZERO to ONE!!〜                                                | Aqours                                                 | LABX-8227～8（Day2）   | 51位   | 20位   |
| -   | 2018年03月28日 | Animelo Summer Live 2017-THE CARD-8.25                                                                                  | V/A                                                    | LABX-8231～2           | 9位    | -      |
| 2nd | 2018年4月25日  | ラブライブ!サンシャイン!! Aqours 2nd LoveLive! HAPPY PARTY TRAIN TOUR                                                   | Aqours                                                 | LABX-38255（BOX）      | 4位    | -      |
| 2nd | 2018年4月25日  | ラブライブ!サンシャイン!! Aqours 2nd LoveLive! HAPPY PARTY TRAIN TOUR                                                   | Aqours                                                 | LABX-8255～6（Day1）   | 74位   | 34位   |
| 2nd | 2018年4月25日  | ラブライブ!サンシャイン!! Aqours 2nd LoveLive! HAPPY PARTY TRAIN TOUR                                                   | Aqours                                                 | LABX-8257～8（Day2）   | 41位   | 24位   |
| -   | 2018年10月24日 | Saint Snow PRESENTS LOVELIVE! SUNSHINE!! HAKODATE UNIT CARNIVAL                                                         | CYaRon！ AZALEA Guilty Kiss Saint Snow                 | LABX-38290（BOX）      | 3位    | -      |
| -   | 2018年10月24日 | Saint Snow PRESENTS LOVELIVE! SUNSHINE!! HAKODATE UNIT CARNIVAL                                                         | CYaRon！ AZALEA Guilty Kiss Saint Snow                 | LABX-8290～1（Day1）   | 176位  | 57位   |
| -   | 2018年10月24日 | Saint Snow PRESENTS LOVELIVE! SUNSHINE!! HAKODATE UNIT CARNIVAL                                                         | CYaRon！ AZALEA Guilty Kiss Saint Snow                 | LABX-8292～3（Day2）   | 133位  | 50位   |
| 3rd | 2019年3月6日   | ラブライブ!サンシャイン!! Aqours 3rd LoveLive! Tour 〜WONDERFUL STORIES〜                                               | Aqours Saint Snow                                      | LABX-38333（BOX）      | 1位    | -      |
| 3rd | 2019年3月6日   | ラブライブ!サンシャイン!! Aqours 3rd LoveLive! Tour 〜WONDERFUL STORIES〜                                               | Aqours Saint Snow                                      | LABM-7280              | -      | 22位   |
| -   | 2019年03月27日 | Animelo Summer Live 2018“OK!”08.24                                                                                      | V/A                                                    | SSXX-41～2             | 9位    | -      |
| 4th | 2019年5月29日  | ラブライブ!サンシャイン!! Aqours 4th LoveLive! 〜Sailing to the Sunshine〜                                              | Aqours Saint Snow 加藤達也 浦の星交響楽団              | LABX-38350（BOX）      | 1位    | -      |
| 4th | 2019年5月29日  | ラブライブ!サンシャイン!! Aqours 4th LoveLive! 〜Sailing to the Sunshine〜                                              | Aqours Saint Snow 加藤達也 浦の星交響楽団              | LABX-8350～1（Day1）   | 86位   | 30位   |
| 4th | 2019年5月29日  | ラブライブ!サンシャイン!! Aqours 4th LoveLive! 〜Sailing to the Sunshine〜                                              | Aqours Saint Snow 加藤達也 浦の星交響楽団              | LABX-8352～3（Day2）   | 43位   | 19位   |
| 5th | 2020年1月8日   | ラブライブ!サンシャイン!! Aqours 5th LoveLive! 〜Next SPARKLING!!〜                                                     | Aqours Saint Snow                                      | LABX-38390～4（BOX）   | 1位    | -      |
| 5th | 2020年1月8日   | ラブライブ!サンシャイン!! Aqours 5th LoveLive! 〜Next SPARKLING!!〜                                                     | Aqours Saint Snow                                      | LABX-8390～1（Day1）   | 78位   | 24位   |
| 5th | 2020年1月8日   | ラブライブ!サンシャイン!! Aqours 5th LoveLive! 〜Next SPARKLING!!〜                                                     | Aqours Saint Snow                                      | LABX-8392～3（Day2）   | 50位   | 17位   |
| -   | 2020年3月19日  | ラブライブ!サンシャイン!!ファンディスク ~Aqours Memories~                                                               | AZALEA CYaRon！ Guilty Kiss                            | BCXA-1521              | 1位    | -      |
| -   | 2020年03月25日 | Animelo Summer Live 2019 -STORY- DAY2                                                                                   | V/A                                                    | KIXM-409～10           | 7位    | -      |
| -   | 2020年9月9日   | LoveLive! Series 9th Anniversary ラブライブ!フェス                                                                      | μ's Aqours Saint Snow 虹ヶ咲学園スクールアイドル同好会 | LABX-8441～4（BOX）    | 2位    | -      |
| -   | 2021年7月7日   | ラブライブ！サンシャイン!! Aqours ONLINE LoveLive! Blu-ray Memorial BOX                                                 | Aqours                                                 | LABX-8480～4（BOX）    | 4位    | -      |
| -   | 2021年8月25日  | ラブライブ！サンシャイン!! CYaRon！First LOVELIVE! ～Braveheart Coaster～ Blu-ray Memorial BOX                          | CYaRon！                                               | LABX-38485～7（BOX）   | 12位   | -      |
| -   | 2021年8月25日  | ラブライブ！サンシャイン!! Guilty Kiss First LOVELIVE! ～New Romantic Sailors～ Blu-ray Memorial BOX                    | Guilty Kiss                                            | LABX-38488～90（BOX）  | 8位    | -      |
| -   | 2021年12月24日 | ラブライブ！サンシャイン!! Special MV Collection ～Aqours カラフルパーティー!!                                          | Aqours シャゼリア☆キッス                               | BCXM-1709              | -      | -      |
| -   | 2022年2月16日  | ラブライブ！サンシャイン!! Aqours World LoveLive! Blu-ray Memorial BOX                                                  | Aqours                                                 | LABX-8540～1（BOX）    | 8位    | -      |
| -   | 2022年6月1日   | ラブライブ！サンシャイン!! AZALEA 1st LOVELIVE! ～In The Dark /*秘密の物語*/～ Blu-ray Memorial BOX                     | AZALEA                                                 | LABX-8560～2（BOX）    | 4位    | -      |
| -   | 2022年8月17日  | ラブライブ！サンシャイン!! Aqours EXTRA LoveLive! ～DREAMY CONCERT 2021～ Blu-ray Memorial BOX                          | Aqours                                                 | LABX-8590～2（BOX）    | 4位    | -      |
| -   | 2022年9月14日  | LoveLive! Series Presents COUNTDOWN LoveLive! 2021→2022 ～LIVE with a smile!～ Blu-ray Memorial BOX                     | Aqours 虹ヶ咲学園スクールアイドル同好会 Liella!        | LABX-8600～3（BOX）    | 4位    |        |
| 6th | 2022年11月2日  | ラブライブ！サンシャイン!! Aqours 6th LoveLive! ～KU-RU-KU-RU Rock 'n' Roll TOUR～ ＜OCEAN STAGE＞ Blu-ray Memorial BOX | Aqours                                                 | LABX-8610~2（BOX）     | 7位    |        |
| -   | 2022年11月16日 | ラブライブ！サンシャイン!! CYaRon！2nd LoveLive! ～大革命☆Wake Up Kingdom～ Blu-ray Memorial BOX                        | CYaRon！                                               | LABX-8620～8622（BOX） | 12位   |        |
| -   | 2022年12月7日  | ラブライブ！サンシャイン!! Guilty Kiss 2nd LoveLive! ～Return To Love ♡ Kiss Kiss Kiss～ Blu-ray Memorial BOX           | Guilty Kiss                                            | LABX-8626～8628（BOX） | 15位   |        |
| 6th | 2022年12月14日 | ラブライブ！サンシャイン!! Aqours 6th LoveLive! ～KU-RU-KU-RU Rock 'n' Roll TOUR～ ＜SUNNY STAGE＞ Blu-ray Memorial BOX | Aqours                                                 | LABX-8613~8615（BOX）  | 10位   |        |
| -   | 2022年12月21日 | ラブライブ！サンシャイン!! AZALEA 2nd LoveLive! ～Amazing Travel DNA Reboot～ Blu-ray Memorial BOX                      | AZALEA                                                 | LABX-8623～8625（BOX） | -      |        |
| 6th | 2023年2月15日  | ラブライブ！サンシャイン!! Aqours 6th LoveLive! ～KU-RU-KU-RU Rock 'n' Roll TOUR～ ＜WINDY STAGE＞ Blu-ray Memorial BOX | Aqours 加藤達也 浦の星交響楽団                         | LABX-8640～4（BOX）    | 5位    |        |

### セブンネット限定CD
いずれも「Aqours CHRONICLE 2018-2020」に収録されている。

#### ハジマリロード
セブンネット限定で発売される映画前売券付CDの1年生バージョン。CDパッケージの中に『ラブライブ!サンシャイン!! The School Idol Movie Over the Rainbow』の前売券が封入される。2019年1月3日までの限定発売。
2019年7月26日からセブンネット限定で『ラブライブ！サンシャイン!! The School Idol Movie Over the Rainbow ＜特装限定版＞＋1年生CDセット』として再発売。
収録内容
1. ハジマリロード
  - 作詞：畑亜貴、作曲：TAKAROT・FUNK UCHINO・Ankle Break、編曲：TAKAROT
2. ハジマリロード(Off Vocal)

#### Marine Border Parasol
セブンネット限定で発売される映画前売券付CDの2年生バージョン。2018年10月27日に放送されたニコ生「ラブライブ！サンシャイン!! Aqours浦の星女学院生放送!!! 〜Aqoursだよ！いち、に、のサンシャイン!!〜」で初解禁された。2019年1月3日までの限定発売。
2019年7月26日からセブンネット限定で『ラブライブ！サンシャイン!! The School Idol Movie Over the Rainbow ＜特装限定版＞＋2年生CDセット』として再発売。
収録内容
1. Marine Border Parasol
  - 作詞：畑亜貴、作曲：Akira Sunset・ulala、編曲：高田暁
2. Marine Border Parasol(Off Vocal)

#### 予測不可能Driving!
セブンネット限定で発売される映画前売券付CDの3年生バージョン。2019年1月3日までの限定発売。
2019年7月26日からセブンネット限定で『ラブライブ！サンシャイン!! The School Idol Movie Over the Rainbow ＜特装限定版＞＋3年生CDセット』として再発売。
収録内容
1. 予測不可能Driving!
  - 作詞：畑亜貴、作曲：pw.a・Tomomi Ogata、編曲：pw.a
2. 予測不可能Driving!(Off Vocal)

### ラジオCD
Vol.1
2017年2月22日に発売された、インターネットラジオ「ラブライブ！サンシャイン!!Aqours浦の星女学院RADIO!!!」を収録したCD。
オーディオCDとデータCD-ROM2枚の計3枚組。オーディオCDには、2016年5月に開催された『スクフェス感謝祭2016』CYaRon！スペシャルトークステージの音源を収録。データCD1枚目には本放送第1回から14回まで、2枚目には本放送第15回から28回までが収められる。
Vol.2
2017年6月9日に発売された、インターネットラジオ「ラブライブ！サンシャイン!!Aqours浦の星女学院RADIO!!!」を収録したCD。
オーディオCDとデータCD-ROM1枚の計2枚組。オーディオCDには新規取り下ろしの音源を収録。データCDには本放送第29回から40回までが収められる。
Vol.3
2019年10月9日に発売された、インターネットラジオ「ラブライブ！サンシャイン!!Aqours浦の星女学院RADIO!!!」を収録したCD。
オーディオCDとデータCD-ROM2枚の計3枚組。オーディオCDには「スクフェス感謝祭2017」ステージ音源を収録。データCD1には本放送第41回から53回、データCD2には本放送第54回から66回までが収められる。（一部再編集して収録）
Vol.4
2019年10月9日に発売された、インターネットラジオ「ラブライブ！サンシャイン!!Aqours浦の星女学院RADIO!!!」を収録したCD。
オーディオCDとデータCD-ROM2枚の計3枚組。オーディオCDには新規録り下し音源を収録。データCD1には本放送第67回から80回、データCD2には本放送第81回から94回までが収められる。（一部再編集して収録）

### 1期Blu-ray特典CD
全巻購入特典を除く収録曲は「Aqours CHRONICLE 2015-2017」、全巻購入特典の収録曲はユニット1stアルバムにそれぞれ収録されている。
全作詞：畑亜貴
Blu-ray第1期第1巻「Aqours オリジナルソングCD (1)」
1. Pops heartで踊るんだもん！
  - 作曲・編曲：高田暁 歌：Aqours

2. Pops heartで踊るんだもん！ (Off Vocal)

Blu-ray第1期第2巻「Aqours オリジナルソングCD (2)」
1. 空も心も晴れるから
  - 作曲：原田篤 編曲：脇眞富 歌：高海千歌（伊波杏樹）、桜内梨子（逢田梨香子）、渡辺曜（斉藤朱夏）

2. 空も心も晴れるから (Off Vocal)

Blu-ray第1期第3巻「Aqours オリジナルソングCD (3)」
1. Waku-Waku-Week!
  - 作曲：ラムシーニ、内田陽吾 編曲：小高光太郎、ラムシーニ 歌：津島善子（小林愛香）、国木田花丸（高槻かなこ）、黒澤ルビィ（降幡愛）

2. Waku-Waku-Week! (Off Vocal)

Blu-ray第1期第4巻「Aqours オリジナルソングCD (4)」
1. Daydream Warrior
  - 作曲：前口渉 編曲：中土智博 歌：Aqours

2. Daydream Warrior (Off Vocal)

Blu-ray第1期第5巻「Aqours オリジナルソングCD (5)」
1. G線上のシンデレラ
  - 作曲：石倉誉之 編曲：石倉誉之、ラムシーニ 歌：松浦果南（諏訪ななか）、黒澤ダイヤ（小宮有紗）、小原鞠莉（鈴木愛奈）

2. G線上のシンデレラ (Off Vocal)

Blu-ray第1期第6巻「Aqours オリジナルソングCD (6)」
1. スリリング・ワンウェイ
  - 作曲・編曲：藤井亮太、小高光太郎 歌：Aqours

2. スリリング・ワンウェイ (Off Vocal)

Blu-ray第1期第7巻「Aqours オリジナルソングCD (7)」
1. 太陽を追いかけろ！
  - 作曲・編曲：松田彬人 歌：Aqours

2. 太陽を追いかけろ！ (Off Vocal)

Blu-ray第1期ゲーマーズ全巻購入特典「P.S.の向こう側」
1. P.S.の向こう側
  - 作曲：岡本健介 編曲：渡辺和紀 歌：CYaRon！

2. P.S.の向こう側 (Off Vocal)

Blu-ray第1期ソフマップ全巻購入特典「LONELY TUNING」
1. LONELY TUNING
  - 作曲・編曲：Kon-K 歌：AZALEA

2. LONELY TUNING (Off Vocal)

Blu-ray第1期アニメイト全巻購入特典「Guilty Eyes Fever」
1. Guilty Eyes Fever
  - 作曲：本多友紀、編曲：酒井拓也 歌：Guilty Kiss

2. Guilty Eyes Fever (Off Vocal)

### 2期Blu-ray特典CD
ソロ曲は「Aqours First Solo Concert Album」に、キセキヒカルは「Aqours CHRONICLE 2015-2017」に、全巻購入特典の収録曲はユニット1stアルバムにそれぞれ収録されている。
全作詞：畑亜貴
Blu-ray第2期第1巻「Aqours オリジナルソングCD (1)」
1. One More Sunshine Story
  - 作曲・編曲：EFFY(FirstCall) 歌：高海千歌(CV.伊波杏樹)

2. One More Sunshine Story (Off Vocal)

Blu-ray第2期第2巻「Aqours オリジナルソングCD (2)」
1. おやすみなさん！
  - 作曲・編曲：白須賀悟・増田基生 歌：国木田花丸(CV.高槻かなこ)

2. おやすみなさん！ (Off Vocal)

Blu-ray第2期第3巻「Aqours オリジナルソングCD (3)」
1. in this unstable world
  - 作曲・編曲：神谷礼 歌：津島善子(CV.小林愛香)

2. Pianoforte Monologue
  - 作曲・編曲：青木宏憲・廣澤優也 歌：桜内梨子(CV.逢田梨香子)

3. in this unstable world (Off Vocal)
4. Pianoforte Monologue (Off Vocal)

Blu-ray第2期第4巻「Aqours オリジナルソングCD (4)」
1. Beginner's Sailing
  - 作曲・編曲：酒井拓也(Arte Refact) 歌：渡辺曜(CV.斉藤朱夏)

2. Beginner's Sailing (Off Vocal)

Blu-ray第2期第5巻「Aqours オリジナルソングCD (5)」
1. RED GEM WINK
  - 作曲・編曲：高田暁 歌：黒澤ルビィ(CV.降幡愛)

2. WHITE FIRST LOVE
  - 作曲・編曲：渡辺拓也 歌：黒澤ダイヤ(CV.小宮有紗)

3. RED GEM WINK (Off Vocal)
4. WHITE FIRST LOVE (Off Vocal)

Blu-ray第2期第6巻「Aqours オリジナルソングCD (6)」
1. New winding road
  - 作曲・編曲：宮崎誠 歌：小原鞠莉(CV.鈴木愛奈)

2. さかなかなんだか？
  - 作曲・編曲：設楽哲也 歌：松浦果南(CV.諏訪ななか)

3. New winding road (Off Vocal)
4. さかなかなんだか？ (Off Vocal)

Blu-ray第2期第7巻「Aqours オリジナルソングCD (7)」
1. キセキヒカル
  - 作曲・編曲：加藤達也 歌：Aqours
  - 劇場版『ラブライブ!サンシャイン!! The School Idol Movie Over the Rainbow』挿入歌
  - TS ONE UNITED 降幡愛の愛と書いて"ラブ"とよむ セカンドシーズン エンディングテーマ。
  - 特典曲としては初めて、商用CDの『Sailing to the Rainbow』に収録された。

2. キセキヒカル (Off Vocal)

Blu-ray第2期ゲーマーズ全巻購入特典「サクラバイバイ」
1. サクラバイバイ
  - 作曲・編曲：高田暁 歌：CYaRon！

2. サクラバイバイ (Off Vocal)

Blu-ray第2期ソフマップ全巻購入特典「卒業ですね」
1. 卒業ですね
  - 作曲：早川博隆 編曲：TECHNOBOYS PULCRAFT GREEN-FUND 歌：AZALEA

2. 卒業ですね (Off Vocal)

Blu-ray第2期アニメイト全巻購入特典「Guilty!? Farewell party」
1. Guilty!? Farewell party
  - 作曲・編曲：YASUSHI WATANABE 歌：Guilty Kiss

2. Guilty!? Farewell party (Off Vocal)

### 劇場版Blu-ray特典CD
新録AqoursオリジナルソングCD「i-n-g, I TRY!!」
本楽曲は、「Aqours CHRONICLE 2018-2020」に収録されている。
1. i-n-g, I TRY!!
  - 作詞：畑亜貴 作曲・編曲：増田武史 歌：Aqours

2. i-n-g, I TRY!! (Off Vocal)

## 出演番組

### インターネットテレビ

#### 生放送
『ラブライブ！サンシャイン!! Aqours浦の星女学院生放送!!!』のタイトルで、2016年1月11日の初回放送にて、レギュラー放送の決定が発表された。同月22日より、ニコニコ生放送、バンダイチャンネル、LINE LIVEにて、2年生役の3人を皮切りに放送され、2018年12月21日からYouTubeでの放送、2020年6月29日からbilibiliでの放送が開始された。
2023年6月から10月までは『「幻日のヨハネ –SUNESHINE in the MIRROR-」生放送』に変更したのち、11月より『「ラブライブ！サンシャイン!!」「幻日のヨハネ -SUNSHINE in the MIRROR-」生放送』にリニューアルし、合同生放送となった。
虹ヶ咲学園スクールアイドル同好会、Liella!、蓮ノ空女学院スクールアイドルクラブの生放送とは異なり、生放送で掲示するイラストの募集は行われていない。
| 放送日 | タイトル | 出演者                                                        |
| --- | --- | ------------------------------------------------------------- |
| 2016年1月11日 | ラブライブ！サンシャイン!! Aqoursニコ生課外活動〜はじめてのDOKI-DOKI生放送！〜                                                                          | 全員                                                          |
| 2016年1月22日 | ラブライブ！サンシャイン!! Aqoursニコ生課外活動〜トリオだよ！いち、に、のサンシャイン!!〜                                                               | 伊波杏樹、逢田梨香子、斉藤朱夏                                |
| 2016年2月5日 | ラブライブ！サンシャイン!! Aqoursニコ生課外活動〜トリオだよ！いち、に、のサンシャイン!!〜                                                               | 小林愛香、高槻かなこ、降幡愛                                  |
| 2016年2月20日 | ラブライブ！サンシャイン!! Aqoursニコ生課外活動〜トリオだよ！いち、に、のサンシャイン!!〜                                                               | 諏訪ななか、小宮有紗、鈴木愛奈                                |
| 2016年3月4日 | ラブライブ！サンシャイン!! Aqoursニコ生課外活動〜トリオだよ！いち、に、のサンシャイン!!〜                                                               | 伊波杏樹、逢田梨香子、斉藤朱夏                                |
| 2016年3月18日 | ラブライブ！サンシャイン!! Aqoursニコ生課外活動〜トリオだよ！いち、に、のサンシャイン!!〜                                                               | 小林愛香、高槻かなこ、降幡愛                                  |
| 2016年4月9日 | ラブライブ！サンシャイン!! Aqoursニコ生課外活動〜トリオだよ！いち、に、のサンシャイン!!〜                                                               | 諏訪ななか、小宮有紗、鈴木愛奈                                |
| 2016年4月29日 | ラブライブ！サンシャイン!! 2ndシングル発売記念生放送 〜8時だよ！Aqours全員集合!!〜                                                                      | 全員                                                          |
| 2016年5月13日 | ラブライブ！サンシャイン!! Aqours浦の星女学院生放送!!! 〜CYaRon！だよ！いち、に、のサンシャイン!!〜                                                     | CYaRon！                                                      |
| 2016年5月27日 | ラブライブ！サンシャイン!! Aqours浦の星女学院生放送!!! 〜AZALEAだよ！いち、に、のサンシャイン!!〜                                                       | AZALEA                                                        |
| 2016年6月11日 | ラブライブ！サンシャイン!! Aqours浦の星女学院生放送!!! 〜Guilty Kissだよ！いち、に、のサンシャイン!!〜                                                  | Guilty Kiss                                                   |
| 2016年6月26日 | ラブライブ！サンシャイン!! Aqoursニコ生課外活動 〜AQUARIUMで！ぷかぷかサンシャイン!!〜                                                                  | 全員                                                          |
| 2016年7月8日 | ラブライブ！サンシャイン!! Aqours浦の星女学院生放送!!! 〜Aqoursだよ！いち、に、のサンシャイン!!〜                                                       | 全員                                                          |
| 2016年8月12日 | ラブライブ！サンシャイン!! Aqours浦の星女学院生放送!!! 〜Aqoursだよ！いち、に、のサンシャイン!!〜                                                       | 全員                                                          |
| 2016年9月9日 | ラブライブ！サンシャイン!! Aqours浦の星女学院生放送!!! 〜Aqoursだよ！いち、に、のサンシャイン!!〜                                                       | 全員                                                          |
| 2016年10月14日 | ラブライブ！サンシャイン!! Aqours浦の星女学院生放送!!! 〜Aqoursだよ！いち、に、のサンシャイン!!〜                                                       | 伊波杏樹、逢田梨香子、小林愛香                                |
| 2016年11月11日 | ラブライブ！サンシャイン!! Aqours浦の星女学院生放送!!! 〜Aqoursだよ！いち、に、のサンシャイン!!〜                                                       | 小宮有紗、高槻かなこ、鈴木愛奈                                |
| 2016年12月9日 | ラブライブ！サンシャイン!! Aqours浦の星女学院生放送!!! 〜Aqoursだよ！いち、に、のサンシャイン!!〜                                                       | 諏訪ななか、斉藤朱夏、降幡愛                                  |
| 2017年1月13日 | ラブライブ！サンシャイン!! Aqours浦の星女学院生放送!!! 〜Aqoursだよ！いち、に、のサンシャイン!!〜                                                       | 全員                                                          |
| 2017年2月10日 | ラブライブ！サンシャイン!! Aqours浦の星女学院生放送!!! 〜Aqoursだよ！いち、に、のサンシャイン!!〜                                                       | 全員                                                          |
| 2017年3月3日 | ラブライブ！サンシャイン!! Aqours浦の星女学院生放送!!! 〜Aqoursだよ！いち、に、のサンシャイン!!〜                                                       | 降幡愛以外の8人                                               |
| 2017年4月5日 | ラブライブ！サンシャイン!! Aqours浦の星女学院生放送!!! 〜Aqoursだよ！いち、に、のサンシャイン!!〜                                                       | 全員                                                          |
| 2017年4月21日 | ラブライブ！サンシャイン!! Aqours浦の星女学院生放送!!! 〜CYaRon！だよ！いち、に、のサンシャイン!!〜                                                     | CYaRon！                                                      |
| 2017年5月19日 | ラブライブ！サンシャイン!! Aqours浦の星女学院生放送!!! 〜AZALEAだよ！いち、に、のサンシャイン!!〜                                                       | AZALEA                                                        |
| 2017年6月9日 | ラブライブ！サンシャイン!! Aqours浦の星女学院生放送!!! 〜Guilty Kissだよ！いち、に、のサンシャイン!!〜                                                  | Guilty Kiss                                                   |
| 2017年7月28日 | ラブライブ！サンシャイン!! Aqours浦の星女学院生放送!!! 〜Aqoursだよ！いち、に、のサンシャイン!!〜                                                       | 伊波杏樹、諏訪ななか、小宮有紗、降幡愛                        |
| 2017年9月1日 | ラブライブ！サンシャイン!! Aqours浦の星女学院生放送!!! 〜Aqoursだよ！いち、に、のサンシャイン!!〜                                                       | 逢田梨香子、斉藤朱夏、小林愛香 高槻かなこ、鈴木愛奈           |
| 2017年10月20日 | ラブライブ！サンシャイン!! Aqours浦の星女学院生放送!!! 〜Aqoursだよ！いち、に、のサンシャイン!!〜                                                       | 全員                                                          |
| 2017年11月24日 | ラブライブ！サンシャイン!! Aqours浦の星女学院生放送!!! 〜Aqoursだよ！いち、に、のサンシャイン!!〜                                                       | 全員                                                          |
| 2017年12月22日 | ラブライブ！サンシャイン!! Aqours浦の星女学院生放送!!! 〜Aqoursだよ！いち、に、のサンシャイン!!〜                                                       | 全員                                                          |
| 2018年1月26日 | ラブライブ！サンシャイン!! Aqours浦の星女学院生放送!!! 〜CYaRon！だよ！いち、に、のサンシャイン!!〜                                                     | CYaRon！、Saint Snow(田野アサミ、佐藤日向)                    |
| 2018年2月23日 | ラブライブ！サンシャイン!! Aqours浦の星女学院生放送!!! 〜Guilty Kissだよ！いち、に、のサンシャイン!!〜                                                  | Guilty Kiss                                                   |
| 2018年3月16日 | ラブライブ！サンシャイン!! Aqours浦の星女学院生放送!!! 〜AZALEAだよ！いち、に、のサンシャイン!!〜                                                       | AZALEA                                                        |
| 2018年4月17日 | ラブライブ！サンシャイン!! Aqours浦の星女学院生放送!!! 〜Aqoursだよ！いち、に、のサンシャイン!!〜                                                       | 逢田梨香子、諏訪ななか、小林愛香、降幡愛                      |
| 2018年5月16日 | ラブライブ！サンシャイン!! Aqours浦の星女学院生放送!!! 〜Aqoursだよ！いち、に、のサンシャイン!!〜                                                       | 小林愛香、高槻かなこ、降幡愛 Saint Snow(田野アサミ、佐藤日向) |
| 2018年6月21日 | ラブライブ！サンシャイン!! Aqours浦の星女学院生放送!!! 〜Aqoursだよ！いち、に、のサンシャイン!!〜                                                       | 伊波杏樹、諏訪ななか、小林愛香                                |
| 2018年7月20日 | ラブライブ！サンシャイン!! Aqours浦の星女学院生放送!!! 〜Aqoursだよ！いち、に、のサンシャイン!!〜                                                       | 全員                                                          |
| 2018年8月31日 | ラブライブ！サンシャイン!! Aqours浦の星女学院生放送!!! ～夏休み最後だよ！Aqoursユニット大集合 対抗戦直前作戦会議～                                      | 全員                                                          |
| 2018年10月27日 | ラブライブ！サンシャイン!! Aqours浦の星女学院生放送!!! 〜Aqoursだよ！いち、に、のサンシャイン!!〜                                                       | 斉藤朱夏、高槻かなこ、小林愛香                                |
| 2018年12月21日 | ラブライブ！サンシャイン!! Aqours浦の星女学院生放送!!! 〜Aqoursだよ！いち、に、のサンシャイン!!〜                                                       | 全員                                                          |
| 2019年1月18日 | ラブライブ！サンシャイン!! Aqours浦の星女学院生放送!!! 〜Aqoursだよ！いち、に、のサンシャイン!!〜                                                       | AZALEA、Guilty Kiss                                           |
| 2019年4月26日 | ラブライブ！サンシャイン!! Aqours浦の星女学院生放送!!! ～スクフェス6周年&アジアツアー感想スペシャル～                                                   | 逢田梨香子、諏訪ななか、小林愛香                              |
| 2019年5月20日 | ラブライブ！サンシャイン!! Aqours浦の星女学院生放送!!! ～5月病に負けるな！令和も一緒に輝こうスペシャル～                                                | ちびーず（斉藤朱夏、鈴木愛奈、降幡 愛）                       |
| 2019年6月15日 | ラブライブ！サンシャイン!! Aqours浦の星女学院生放送!!! ～ありがとう5thライブ＆よろしくラブライブ！シリーズ9周年スペシャル～                             | CYaRon！                                                      |
| 2019年7月24日 | ラブライブ！サンシャイン!! Aqours浦の星女学院生放送!!! ～夏だ！Aqoursだ!!サンシャインだ!!!～                                                            | 逢田梨香子、小宮有紗、高槻かなこ                              |
| 2019年9月25日 | ラブライブ！サンシャイン!! Aqours浦の星女学院生放送!!! ～ #未体験HORIZON 発売記念スペシャル～                                                           | 小林愛香、高槻かなこ、降幡愛                                  |
| 2019年10月28日 | ラブライブ！サンシャイン!! Aqours浦の星女学院生放送!!! ～2年A to Z組スクスタ先生！～                                                                    | 伊波杏樹、逢田梨香子、斉藤朱夏                                |
| 2019年11月19日 | ラブライブ！サンシャイン!! Aqours浦の星女学院生放送!!! 読書の秋！スポーツの秋！堕天の秋！ユニットCD発売直前スペシャル                                   | 小林愛香、高槻かなこ、降幡愛                                  |
| 2019年12月18日 | ラブライブ！サンシャイン!! Aqours浦の星女学院生放送!!! ～ちょっと早めのクリスマスプレゼント～                                                           | 伊波杏樹、諏訪ななか、鈴木愛奈                                |
| 2020年1月31日 | ラブライブ！サンシャイン!! Aqours浦の星女学院生放送!!! ～2020年もAqoursだよ！いち、に、のサンシャイン‼～                                                | 伊波杏樹、逢田梨香子、小宮有紗                                |
| （この間、新型コロナウイルスの感染拡大を受けた改正・新型インフルエンザ等対策特別措置法に基づく緊急事態宣言の発令に伴い、配信休止） | |                                                               |
| 2020年6月29日 | ラブライブ！サンシャイン!! Aqours浦の星女学院生放送!!! ～明日から5周年だよ！いち、に、のサンシャイン‼～                                                 | 全員                                                          |
| 2020年7月25日 | ラブライブ！サンシャイン!! Aqours浦の星女学院生放送!!! ～ドームに向かっていち、に、のサンシャイン‼～                                                    | 逢田梨香子、斉藤朱夏、小林愛香                                |
| 2020年9月19日 | ラブライブ！サンシャイン!! Aqours浦の星女学院生放送!!! ～Future flight～                                                                                | 斉藤朱夏、高槻かなこ、降幡愛                                  |
| 2020年12月9日 | ラブライブ！サンシャイン!! Aqours浦の星女学院生放送!!! ～涙もLoveも一緒にPaPaPaParty!でカウントダウン！～                                               | 諏訪ななか、小宮有紗、降幡愛                                  |
| 2021年1月17日 | ラブライブ！サンシャイン!! Aqours浦の星女学院生放送!!! ～2021年もAqoursだよ！いち、に、のサンシャイン‼～                                                | 諏訪ななか、鈴木愛奈                                          |
| 2021年3月19日 | ラブライブ！サンシャイン!! Aqours浦の星女学院生放送!!! ～Let’s smile smile ship Start!～                                                                | 逢田梨香子、小宮有紗、斉藤朱夏                                |
| 2021年4月17日 | ラブライブ！サンシャイン!! 春らんまん!! 渡辺曜爆誕！野外ライブ目前！スクフェス8周年！ Aqours浦の星女学院生放送お花マル拡大スペシャル!!️                  | 斉藤朱夏、高槻かなこ                                          |
| 2021年6月30日 | ラブライブ！サンシャイン!! Aqours爆誕！6周年de全員集合!!新情報もドリカラ盛り!! Aqours浦の星女学院生放送!!! ～We Are Challengers!!～                     | 全員                                                          |
| 2021年9月18日 | ラブライブ！サンシャイン!! ユニット2ndライブスタート！りこルビ爆誕☆KU-RU-KU-RUフェスチバル!! Aqours浦の星女学院生放送!!!                                | 逢田梨香子、斉藤朱夏                                          |
| 2021年10月29日 | Guilty Kissの秋！ CYaRon！の秋!! AZALEAの秋!!! Aqours秋の大収穫祭！ ～とれたての新曲、めしあがれ♪～                                                     | 諏訪ななか、小林愛香、降幡愛                                  |
| 2021年11月27日 | ラブライブ！サンシャイン!! 2021年もまだまだ終わらない!! 楽しさいっぱい！ユメいっぱい!! Aqours浦の星女学院生放送!!!                                      | 逢田梨香子、斉藤朱夏                                          |
| 2021年12月21日 | ラブライブ！サンシャイン!! Aqours浦の星女学院生放送!!! もういくつ寝るとめっちゃライブ！君の年末は空けてあるかい？                                       | 諏訪ななか、小林愛香                                          |
| 2022年1月17日 | ラブライブ！サンシャイン!! Aqours浦の星女学院生放送!!! ゆく年、KU-RU年、Rock n Roll！2022年も、そこんとこヨロシ9！                                      | 小宮有紗、小林愛香、降幡愛                                    |
| 2022年2月27日 | ラブライブ！サンシャイン!! Aqours浦の星女学院生放送!!! ありがとオーシャン！サニステ“DE‐A‐I”まSHOW!!                                                     | 逢田梨香子、斉藤朱夏、鈴木愛奈                                |
| 2022年3月16日 | ラブライブ！サンシャイン!! みんな集合！OK！レッツゴー東京ドーム!! おつかれサニー！Aqours浦の星女学院生放送!!!                                           | 逢田梨香子、諏訪ななか、小林愛香                              |
| 2022年4月15日 | ラブライブ！サンシャイン!!みんな集合！OK！レッツゴー東京ドーム!! ～Sailing to the WINDY STAGE～Aqours浦の星女学院生放送!!!                              | 小宮有紗、小林愛香、降幡愛                                    |
| 2022年6月14日 | ラブライブ！サンシャイン!!みんな集合！OK！レッツゴー東京ドーム!! いつ？すぐ！すぐだよ！！Aqours浦の星女学院生放送!!!                                    | 諏訪ななか、斉藤朱夏、鈴木愛奈                                |
| 2022年7月19日 | ラブライブ！サンシャイン!!ありが東京ドーム！Aqours7周年＆ヨハネ降誕!!次は沼津地元愛まつりだよ～!!!Aqours浦の星女学院生放送!!!                           | 小宮有紗、小林愛香                                            |
| 2022年8月22日 | ラブライブ！サンシャイン!! KANSHA! 地元愛まつり！ BANZAI! 初音ミクコラボシングル発売直前！ ユメを見て生きてゆこうよ WOW WOW Aqours浦の星女学院生放送!!! | 逢田梨香子、諏訪ななか、降幡愛                                |
| 2022年9月12日 | ラブライブ！サンシャイン!! 夏の終わりの 912 with a smile! Aqours浦の星女学院生放送!!!                                                                   | 逢田梨香子、斉藤朱夏、鈴木愛奈                                |
| 2022年10月31日 | ラブライブ！サンシャイン!! ハロウィンもわいわいわい!!!Aqours浦の星女学院生放送!!!                                                                       | わいわいわい                                                  |
| 2022年11月20日 | ラブライブ！サンシャイン!! Aqours浦の星女学院生放送!!! ～食欲の秋？芸術の秋？Aqoursの秋！よくばり満喫大豊作まつり!!!～                                  | 諏訪ななか、小宮有紗、鈴木愛奈                                |
| 2022年12月25日 | ラブライブ！サンシャイン!!Aqours浦の星女学院生放送!!!～新年くるくるクリスマス♡ 爆進聖夜祭!!～                                                           | 逢田梨香子、小林愛香                                          |
| 2023年2月7日 | ラブライブ！サンシャイン!! Valentine’s Day Concert直前！心弾む無限大の想い！ Aqours浦の星女学院生放送!!!                                                | 諏訪ななか、斉藤朱夏                                          |
| 2023年3月3日 | ラブライブ！サンシャイン!! White Day Concert直前！心耀(かがや)く！無限大のBANZAI！ Aqours浦の星女学院生放送!!!                                          | 小林愛香、高槻かなこ、降幡愛                                  |
| 2023年4月18日 | ラブライブ！サンシャイン!! Aqours浦の星女学院生放送!!! ～ライブお疲れサンシャイン!! HAPPY BIRTHDAY TO YOU!～                                            | 伊波杏樹、逢田梨香子、斉藤朱夏                                |
| 2023年5月29日 | ラブライブ！サンシャイン!! Aqours浦の星女学院生放送!!!まもなく5月もおわり、衣替えのタイミングって難しいよね？今日からしちゃおうよ！                     | 諏訪ななか、斉藤朱夏、鈴木愛奈                                |
| 2023年6月7日 | 幻日のヨハネ –SUNESHINE in the MIRROR-特別生放送 まもなくTVアニメ放送スタート！新情報モリモリでお届けするよ！                                           | 小林愛香、高槻かなこ、小宮有紗                                |
| 2023年6月25日 | 幻日のヨハネ –SUNESHINE in the MIRROR-生放送 TVアニメ放送直前 今晩23時より最速先行配信スタート！みんなでリアタイしよう                                  | 小林愛香、逢田梨香子、鈴木愛奈                                |
| 2023年7月18日 | 幻日のヨハネ –SUNESHINE in the MIRROR-生放送 占いの館シュリーレンへようこそ #01～04                                                                     | 小林愛香、斉藤朱夏、諏訪ななか                                |
| 2023年8月7日 | 幻日のヨハネ –SUNESHINE in the MIRROR-生放送 占いの館シュリーレンへようこそ #05〜06                                                                     | 小林愛香、高槻かなこ、逢田梨香子                              |
| 2023年8月17日 | 幻日のヨハネ –SUNESHINE in the MIRROR-生放送 占いの館シュリーレンへようこそ #07〜08                                                                     | 小林愛香、小宮有紗                                            |
| 2023年9月6日 | 幻日のヨハネ –SUNESHINE in the MIRROR-生放送 占いの館シュリーレンへようこそ #09〜11                                                                     | 小林愛香、斉藤朱夏、逢田梨香子                                |
| 2023年9月20日 | 幻日のヨハネ –SUNESHINE in the MIRROR-生放送 占いの館シュリーレンへようこそ #12〜13                                                                     | 小林愛香、斉藤朱夏、降幡愛                                    |
| 2023年10月16日 | 幻日のヨハネ –SUNESHINE in the MIRROR-生放送 TVアニメ、観てくれてありがとう!! 12月のライブでお会いしましょう!!!                                         | 小林愛香、逢田梨香子                                          |
| 2023年11月5日 | 「ラブライブ！サンシャイン!!」「幻日のヨハネ -SUNSHINE in the MIRROR-」生放送                                                                           | 斉藤朱夏、高槻かなこ                                          |
| 2023年12月12日 | 「ラブライブ！サンシャイン!!」「幻日のヨハネ -SUNSHINE in the MIRROR-」生放送 『幻日のヨハネ』ライブ直前！異次元からヌマヅへ！                          | 小宮有紗、小林愛香、降幡愛                                    |
| 2023年12月26日 | 「ラブライブ！サンシャイン!!」「幻日のヨハネ -SUNSHINE in the MIRROR-」生放送                                                                           | 諏訪ななか、斉藤朱夏、小林愛香                                |
| 2024年2月1日 | 「ラブライブ！サンシャイン!!」「幻日のヨハネ -SUNSHINE in the MIRROR-」生放送                                                                           | 逢田梨香子、諏訪ななか、降幡愛                                |
| 2024年3月5日 | 「ラブライブ！サンシャイン!!」「幻日のヨハネ -SUNSHINE in the MIRROR-」生放送                                                                           | 小宮有紗、斉藤朱夏、鈴木愛奈                                  |
| 2024年4月15日 | 「ラブライブ！サンシャイン!!」「幻日のヨハネ -SUNSHINE in the MIRROR-」生放送                                                                           | 逢田梨香子、小宮有紗、斉藤朱夏                                |

#### その他のインターネットテレビ番組
| 放送日         | タイトル | 出演者                                                          |
| -------------- | --- | --------------------------------------------------------------- |
| 2016年9月23日  | これまでのラブライブ！サンシャイン!! 〜Aqours全員集合!!〜 | 全員                                                            |
| 2018年1月28日  | ラブライブ！AbemaTVスクスタ特番！〜スクールアイドル大集合〜 | 全員                                                            |
| 2018年4月14日  | スクフェスシリーズ5周年特番！～みんなでシャンシャン♪スクフェスTV～ | 小林愛香                                                        |
| 2018年11月29日 | ~スクフェス全世界ユーザー数4500万人突破記念~Aqoursと100人サバイバルスコアマッチ生放送!!                                                                                    | 斉藤朱夏、鈴木愛奈、降幡愛                                      |
| 2019年1月3日   | チルト～ク「ラブライブ出演の斉藤朱夏・小林愛香・降幡愛は動物を愛でるイメトレでリラックス!?」                                                                               | 斉藤朱夏、小林愛香、降幡愛                                      |
| 2019年1月30日  | bilibili動画限定配信 Love Live! Sunshine!! Aqours浦之星女学院生放送!!! ~Aqours! 1, 2, Sunshine!!~                                                                          | 斉藤朱夏、高槻かなこ                                            |
| 2019年3月22日  | bilibili動画限定配信 ラブライブ！サンシャイン!! Aqours特別生放送 in 上海                                                                                                   | 小林愛香、斉藤朱夏、小宮有紗                                    |
| 2019年5月30日  | Youtube LIVE、バンダイチャンネル、LINE LIVEで配信 ラブライブ！スペシャル生放送 ラブライブ！シリーズ9周年発表会                                                             | 伊波杏樹                                                        |
| 2019年7月13日  | 音楽の日×Paraviバックステージ生配信 | 全員                                                            |
| 2019年8月21日  | シャドバ×スクフェスコラボ開催直前放送!! ～アリサとヨハネで堕天しよ♡スペシャル～                                                                                            | 小林愛香                                                        |
| 2019年9月21日  | スクフェス感謝祭2019開催記念！Guilty Kiss スペシャル生放送 | Guilty Kiss                                                     |
| 2019年9月21日  | スクスタ新情報発表スペシャル放送 | 伊波杏樹                                                        |
| 2019年11月26日 | 『スクフェスAC Next Stage』特別WEB配信番組「GAMECENTER STORIES♪♪」#1 | パーソナリティ：諏訪ななか、降幡愛 ゲスト：田野アサミ、佐藤日向 |
| 2019年12月18日 | 『スクフェスAC Next Stage』特別WEB配信番組「GAMECENTER STORIES♪♪」#2 | パーソナリティ：諏訪ななか、降幡愛 ゲスト：田野アサミ、佐藤日向 |
| 2020年1月7日   | 『スクフェスAC Next Stage』特別WEB配信番組「GAMECENTER STORIES♪♪」#3 | パーソナリティ：諏訪ななか、降幡愛                              |
| 2020年1月22日  | 『スクフェスAC Next Stage』特別WEB配信番組「GAMECENTER STORIES♪♪」#4 | パーソナリティ：諏訪ななか、降幡愛                              |
| 2020年2月19日  | 『スクフェスAC Next Stage』特別WEB配信番組「GAMECENTER STORIES♪♪」#5 | パーソナリティ：諏訪ななか、降幡愛 ゲスト：高槻かなこ           |
| 2020年3月17日  | 『スクフェスAC Next Stage』特別WEB配信番組「GAMECENTER STORIES♪♪」#6 | パーソナリティ：諏訪ななか、降幡愛 ゲスト：高槻かなこ           |
| 2020年4月12日  | みんなでシャンシャン♪スクフェスTV～7周年記念スペシャル～ | 伊波杏樹、逢田梨香子、斉藤朱夏                                  |
| 2020年4月15日  | 『スクフェスAC Next Stage』特別WEB配信番組「GAMECENTER STORIES♪♪」#7 | パーソナリティ：諏訪ななか、降幡愛 ゲスト：斉藤朱夏             |
| 2020年6月8日   | Youtube LIVE、バンダイチャンネル、LINE LIVEで配信 9周年ありがとう！ラブライブ！シリーズ 9th Anniversaryこれからもよろしくね生放送                                          | 伊波杏樹、逢田梨香子                                            |
| 2020年6月13日  | アソビストア、Youtube LIVEで配信 バンダイナムコエンターテインメントフェスティバル 特別生番組                                                                               | Guilty Kiss                                                     |
| 2020年9月12日  | アソビストア、Youtube LIVEで配信 バンダイナムコエンターテインメントフェスティバル Blu-ray発売記念生配信                                                                    | Guilty Kiss                                                     |
| 2020年9月26日  | バンダイチャンネル、LINE LIVE、YoutubeLive、TwitterLive、bilibili動画で配信 スクスタ１周年記念生放送！～「あなた」とのキズナをもっともっと深めよう♡スペシャル～            | 諏訪ななか、降幡愛                                              |
| 2020年9月27日  | バンダイチャンネル、LINE LIVE、YoutubeLive、bilibili動画で配信 Aqours特別生放送！スクフェス☆ミーティング                                                                   | 伊波杏樹、逢田梨香子、高槻かなこ                                |
| 2020年10月31日 | 「スクフェスシリーズ感謝祭2020～ONLINE～」全世界ユーザー数5000万人突破＆アップデート記念！スクフェス生放送☆～今こそスクフェスに刮目せよ！！スペシャル～                    | 逢田梨香子、諏訪ななか                                          |
| 2020年11月10日 | ラブライブ！サンシャイン!! Aqours浦の星女学院緊急配信番組!!! ～LOST WORLD振り返り座談会～                                                                                  | 伊波杏樹、小宮有紗、小林愛香                                    |
| 2020年12月6日  | 『スクフェスAC わいわい！Home Meeting!!』WEB特別番組「スクフェスAC PS4特番！ わいわい！ホームパーティー」#１                                                               | 小林愛香、高槻かなこ                                            |
| 2020年12月13日 | 『スクフェスAC わいわい！Home Meeting!!』WEB特別番組「スクフェスAC PS4特番！ わいわい！ホームパーティー」#2                                                                | 小林愛香、高槻かなこ                                            |
| 2020年12月20日 | 『スクフェスAC わいわい！Home Meeting!!』WEB特別番組「スクフェスAC PS4特番！ わいわい！ホームパーティー」#3                                                                | 小林愛香、高槻かなこ                                            |
| 2021年2月20日  | 【サイバーセキュリティ月間】みんなで叶えるセキュリティ！講座 第1回 | 逢田梨香子、諏訪ななか、降幡愛                                  |
| 2021年2月22日  | ラブライブ！シリーズ Aqours・虹ヶ咲学園スクールアイドル同好会・Liella! いっしょに生放送☀🌈💫                                                                               | 伊波杏樹、逢田梨香子                                            |
| 2021年2月27日  | 【サイバーセキュリティ月間】みんなで叶えるセキュリティ！講座 第2回 | 逢田梨香子、諏訪ななか、降幡愛                                  |
| 2021年2月28日  | 「AZALEA Back In LoveLive! ～SPECIAL EDIT Ver.～」Online Viewing | AZALEA、DJ DIA                                                  |
| 2021年3月6日   | 【サイバーセキュリティ月間】みんなで叶えるセキュリティ！講座 第3回 | 逢田梨香子、諏訪ななか、降幡愛                                  |
| 2021年3月24日  | 『スクフェスAC わいわい！Home Meeting!!』 スクフェスAC PS4特番！ わいわい！ホームパーティ リリース記念生放送                                                               | 高槻かなこ、降幡愛、田野アサミ、佐藤日向                        |
| 2021年6月4日   | ラブライブ！シリーズ×ゲーマーズ 善子とせつ菜の看板娘生放送 | 小林愛香                                                        |
| 2021年7月9日   | あげつちヨハネ誕生祭2021生配信 | 小林愛香                                                        |
| 2021年7月31日  | Aqoursが5周年展示会in横浜に行ってみた【Part.1】『学校』『グッズ紹介』編 | 諏訪ななか、小林愛香                                            |
| 2021年8月2日   | Aqoursが5周年展示会in横浜に行ってみた【Part.2】『海』『街』編 | 諏訪ななか、小林愛香                                            |
| 2021年8月4日   | Aqoursが5周年展示会in横浜に行ってみた【Part.3】『絆』『フォト・体験エリア』編                                                                                              | 諏訪ななか、小林愛香                                            |
| 2021年8月23日  | ラブライブ！シリーズ Aqours・虹ヶ咲学園スクールアイドル同好会・Liella! 3校合同生放送 2021年後半戦突入！真夏の大発表スペシャル!!                                            | 小林愛香、降幡愛                                                |
| 2022年4月17日  | 今こそスクフェスするしかナインじゃない!?スクフェス9周年生放送～新情報も9(きゅう)っと詰め込みスペシャル～                                                                   | 降幡愛                                                          |
| 2022年5月8日   | バンナムフェス 2nd オンラインスペシャル番組 | 斉藤朱夏                                                        |
| 2023年1月3日   | ラブライブ！シリーズ新年会 ～新年に『なってしまった！』今年も『ユメ+ミライ＝無限大』みんなの『夢が僕らの太陽さ』2023年も『WE WILL!!』SP～                                  | 逢田梨香子、小林愛香                                            |
| 2023年2月2日   | ラブライブ！スクールアイドルフェスティバル2 MIRACLE LIVE!生放送 情報盛りだくさんでお届け♪SP                                                                                | 斉藤朱夏                                                        |
| 2023年4月7日   | ラブライブ！スクールアイドルフェスティバル2 MIRACLE LIVE! リリース直前番組 一緒にシャンシャンはじめよう♪SP #1                                                              | 逢田梨香子、小宮有紗                                            |
| 2023年6月26日  | ABEMA限定配信 TVアニメ「幻日のヨハネ」キャスト女子会！第2話まで待てないスペシャル                                                                                          | 小林愛香、高槻かなこ、小宮有紗、降幡愛                          |
| 2023年9月13日  | 声優と夜あそび | 小林愛香、（日笠陽子）                                          |
| 2023年11月13日 | 【3D】新レッスン着！ガチ練習配信！【#HoshimaticProject】 | 小林愛香                                                        |
| 2024年1月3日   | ラブライブ！シリーズ新年会 ～新年に『どんなときもずっと』『キミノタメボクノタメ』みんなで『わちゅごなどぅー』で『Jump Into the New World!!』準備はOK!?『On your mark』SP～ | 小林愛香、高槻かなこ                                            |
| 2024年6月30日  | ラブライブ！サンシャイン!! Aqours 9周年プロジェクト発表会 | 全員                                                            |

### Webラジオ

#### ラブライブ！サンシャイン!! Aqours浦の星女学院RADIO!!!
2016年4月13日より、HiBiKi Radio Stationと音泉にて配信されている。略称は「浦ラジ!!!」。毎週水曜日に更新される。
パーソナリティは番組初期および選挙期間中はAqoursメンバーが1～3人で交代で担当している。第33回よりパーソナリティ総選挙で選出されたメンバー3人によるユニットがレギュラーで担当するようになった。
なお、第128回と第129回の放送は、浦ラジ!!!初の公開録音として、そして「わいわいわい」がパーソナリティに就任してから初のゲストとなる国木田花丸役の高槻かなこを迎えて富士急ハイランドで行われた様子が放送された。(第128回は昼の部、第129回は夜の部)
また、ユニット対抗戦での優勝特典として、ユニットが「浦ラジ!!!ジャック」と称し1か月間にわたりパーソナリティを担当している。
- AZALEA - 第1回ユニット対抗戦
- Guilty Kiss - 第2回ユニット対抗戦

新型コロナウイルス対策の特別措置法に基づく緊急事態宣言が政府から発令されたことに伴い、出演キャスト、およびスタッフの安全を第一に考え、ラブライブ！シリーズのキャスト出演による生配信番組、新規のラジオ番組収録・映像収録を当面の間停止となったため、2020年4月15日の配信から「ラブライブ！サンシャイン!! Aqours浦の星女学院RADIO!!!」リクエスト企画として、第1回～第209回の放送回から「もう一度聴きたい」という回をリスナーから募集して、再配信することとなった。
2020年6月3日（第210回）・10日（第211回）分はリモート収録による配信を、2020年6月17日（第212回）分からはスタジオ収録による配信が再開された。
2020年6月30日にAqoursが5周年を迎えるにあたり、7月1日からの浦ラジリニューアルに伴い「わいわいわい」の3人での配信は6月24日（第213回）で一区切りとなった。
2020年7月1日（第214回）からAqours結成5周年記念として「シャッフルパーソナリティ企画」を実施。第1弾は伊波杏樹（高海千歌役）、小宮有紗（黒澤ダイヤ役）、鈴木愛奈（小原鞠莉役）の変則ぐ～りんぱで配信された。
2020年7月15日（第216回）からの第2弾は学年もユニットもデュオトリオも被っていないめずらしい3人組、逢田梨香子（桜内梨子役）、諏訪ななか（松浦果南役）、降幡愛（黒澤ルビィ役）の3人で配信された。
2023年6月29日（第369回）の配信を以て10月まで中断し、この間は下述する「幻日のヨハネ -SUNSHINE in the MIRROR- 
きみの心の音を聴かせてRADIO」を配信する。
|           | 配信日                         | パーソナリティ                                              | ゲスト                           | 備考 |
| --------- | ------------------------------ | ----------------------------------------------------------- | -------------------------------- | --- |
| 1         | 2016年4月13日                  | 伊波杏樹                                                    | なし                             | |
| 2 - 3     | 2016年4月20日 - 4月27日        | 伊波杏樹                                                    | 逢田梨香子                       | |
| 4 - 5     | 2016年5月4日 - 5月11日         | 伊波杏樹                                                    | 斉藤朱夏                         | |
| 6         | 2016年5月18日                  | 小林愛香                                                    | なし                             | |
| 7 - 8     | 2016年5月25日 - 6月1日         | 小林愛香                                                    | 高槻かなこ                       | |
| 9 - 10    | 2016年6月8日 - 6月15日         | 小林愛香                                                    | 降幡愛                           | |
| 11        | 2016年6月22日                  | 小宮有紗                                                    | なし                             | |
| 12        | 2016年6月29日                  | 小宮有紗                                                    | 諏訪ななか                       | |
| 14        | 2016年7月13日                  | 小宮有紗                                                    | 諏訪ななか                       | |
| 13        | 2016年7月6日                   | 斉藤朱夏、小林愛香、鈴木愛奈                                | なし                             | テレビアニメ放送開始スペシャル |
| 15        | 2016年7月20日                  | 小宮有紗                                                    | 鈴木愛奈                         | 諏訪ななかが飛び入り参加 |
| 16        | 2016年7月27日                  | 小宮有紗                                                    | 鈴木愛奈                         | |
| 17 - 18   | 2016年8月3日 - 8月10日         | 小林愛香、高槻かなこ、降幡愛                                | なし                             | |
| 19 - 20   | 2016年8月17日 - 8月24日        | 伊波杏樹、逢田梨香子、斉藤朱夏                              | なし                             | |
| 21 - 22   | 2016年8月31日 - 9月7日         | 諏訪ななか、小宮有紗、鈴木愛奈                              | なし                             | |
| 23 - 24   | 2016年9月14日 - 9月21日        | 小林愛香、高槻かなこ、降幡愛                                | なし                             | |
| 25 - 26   | 2016年9月28日 - 10月5日        | 伊波杏樹、逢田梨香子、斉藤朱夏                              | なし                             | |
| 27 - 28   | 2016年10月12日 - 10月19日      | 諏訪ななか、小宮有紗、鈴木愛奈                              | なし                             | |
| 29 - 32   | 2016年10月26日 - 11月16日      | AZALEA                                                      | なし                             | 第1回ユニット対抗戦優勝ユニット |
| 33 - 66   | 2016年11月23日 - 2017年7月12日 | ぐ～りんぱ （伊波杏樹、小宮有紗、小林愛香）                 | なし                             | 第1回パーソナリティ総選挙上位3名 |
| 72 - 92   | 2017年8月23日 - 1月10日        | ぐ～りんぱ （伊波杏樹、小宮有紗、小林愛香）                 | なし                             | 第1回パーソナリティ総選挙上位3名 |
| 56        | 2017年5月3日                   | ぐ～りんぱ （伊波杏樹、小宮有紗、小林愛香）                 | 降幡愛                           | |
| 57        | 2017年5月10日                  | ぐ～りんぱ （伊波杏樹、小宮有紗、小林愛香）                 | 斉藤朱夏                         | |
| 59        | 2017年5月24日                  | ぐ～りんぱ （伊波杏樹、小宮有紗、小林愛香）                 | 高槻かなこ                       | |
| 60        | 2017年5月31日                  | ぐ～りんぱ （伊波杏樹、小宮有紗、小林愛香）                 | 諏訪ななか                       | |
| 62        | 2017年6月14日                  | ぐ～りんぱ （伊波杏樹、小宮有紗、小林愛香）                 | 鈴木愛奈                         | |
| 63        | 2017年6月21日                  | ぐ～りんぱ （伊波杏樹、小宮有紗、小林愛香）                 | 逢田梨香子                       | |
| 67 - 71   | 2017年7月19日 - 8月16日        | Guilty Kiss                                                 | なし                             | 第2回ユニット対抗戦優勝ユニット |
| 93 - 94   | 2018年1月17日 - 1月24日        | 伊波杏樹、逢田梨香子、斉藤朱夏                              | なし                             | |
| 95 - 96   | 2018年1月31日 - 2月7日         | 小宮有紗、諏訪ななか                                        | なし                             | |
| 97 - 98   | 2018年2月14日 - 2月21日        | 小林愛香、高槻かなこ、降幡愛、鈴木愛奈                      | なし                             | |
| 99 - 100  | 2018年2月28日 - 3月7日         | 小宮有紗、降幡愛                                            | Saint Snow(田野アサミ、佐藤日向) | |
| 101 -     | 2018年3月14日 -                | わいわいわい(斉藤朱夏、小林愛香、降幡愛)                    | なし                             | 第2回パーソナリティ総選挙上位3名 |
| 128 - 129 | 2018年9月19日 - 9月26日        | わいわいわい(斉藤朱夏、小林愛香、降幡愛)                    | 高槻かなこ                       | 富士急ハイランドにて行われた公開録音を配信 |
| 134       | 2018年10月31日                 | わいわいわい(斉藤朱夏、降幡愛) (小林愛香は、出演していない) | なし                             | |
| 135 - 168 | 2018年11月7日 - 2019年6月26日  | わいわいわい(斉藤朱夏、小林愛香、降幡愛)                    | なし                             | |
| 169 - 170 | 2019年7月3日 - 7月10日         | わいわいわい(斉藤朱夏、小林愛香、降幡愛)                    | 小宮有紗                         | |
| 171 - 177 | 2019年7月17日 - 8月28日        | わいわいわい(斉藤朱夏、小林愛香、降幡愛)                    | なし                             | |
| 178 - 179 | 2019年9月4日 - 9月11日         | わいわいわい(斉藤朱夏、小林愛香、降幡愛)                    | 高槻かなこ                       | |
| 180 - 183 | 2019年9月18日 - 10月9日        | わいわいわい(斉藤朱夏、小林愛香、降幡愛)                    | なし                             | |
| 184       | 2019年10月16日                 | わいわいわい(斉藤朱夏、小林愛香、降幡愛)                    | なし                             | 10月6日ヌーマーズスペシャルトークショーにて行われた公開録音を配信                                                                               |
| 185 - 201 | 2019年10月23日 - 2020年2月12日 | わいわいわい(斉藤朱夏、小林愛香、降幡愛)                    | なし                             | |
| 202 - 203 | 2020年2月19日 - 2月26日        | わいわいわい(斉藤朱夏、小林愛香、降幡愛)                    | 田野アサミ                       | |
| 204 - 209 | 2020年3月4日 - 4月8日          | わいわいわい(斉藤朱夏、小林愛香、降幡愛)                    | なし                             | |
| 210 - 211 | 2020年6月3日 - 6月10日         | わいわいわい(斉藤朱夏、小林愛香、降幡愛)                    | なし                             | リモート収録にて放送 |
| 212 - 213 | 2020年6月17日 - 6月24日        | わいわいわい(斉藤朱夏、小林愛香、降幡愛)                    | なし                             | |
| 214 - 215 | 2020年7月1日 - 7月8日          | 変則ぐ～りんぱ（伊波杏樹、小宮有紗、鈴木愛奈〉              | なし                             | シャッフルパーソナリティ企画第1弾 |
| 216 - 217 | 2020年7月15日 - 7月22日        | めずらしい3人組（逢田梨香子、諏訪ななか、降幡 愛）          | なし                             | シャッフルパーソナリティ企画第2弾 |
| 218 - 219 | 2020年7月29日 - 8月5日         | YYH（斉藤朱夏、小林愛香、高槻かなこ）                       | なし                             | シャッフルパーソナリティ企画第3弾 |
| 220       | 2020年8月12日                  | くさおるりこ（逢田梨香子、高槻かなこ、鈴木愛奈）            | なし                             | Aqours5周年に伴い浦ラジリニューアル |
| 221       | 2020年8月19日                  | くさおるりこ（逢田梨香子、高槻かなこ、鈴木愛奈）            | Saint Snow(田野アサミ、佐藤日向) | |
| 222 - 240 | 2020年8月26日 - 12月30日       | くさおるりこ（逢田梨香子、高槻かなこ、鈴木愛奈）            | なし                             | |
| 241       | 2021年1月6日                   | くさおるりこ（逢田梨香子、高槻かなこ、鈴木愛奈）            | なし                             | ラブライブ！サンシャイン!! Aqours COUNTDOWN LoveLive! ～WHITE ISLAND～終了後に収録した8人のコメントも放送 本編は2020年の12月中旬に収録したもの  |
| 242       | 2021年1月13日                  | くさおるりこ（逢田梨香子、高槻かなこ、鈴木愛奈）            | なし                             | 今回の配信は2020年中に収録したもの |
| 243 - 245 | 2021年1月20日 - 2月3日         | くさおくるりこや（逢田梨香子、鈴木愛奈）                    | 小宮有紗                         | 今回のゲスト黒澤ダイヤを入れてユニット名を「くさおくるりこや」とした                                                                            |
| 246 - 268 | 2021年2月10日 - 7月14日        | くさおるりこ（逢田梨香子、高槻かなこ、鈴木愛奈）            | なし                             | |
| 269 - 271 | 2021年7月21日 - 8月4日         | くさおるりこ（逢田梨香子、鈴木愛奈）                        | なし                             | |
| 272 - 274 | 2021年8月11日 - 8月25日        | くさおわるりこう（逢田梨香子、鈴木愛奈）                    | 斉藤朱夏                         | 今回のゲスト渡辺曜を入れてユニット名を「くさおわるりこう」とした                                                                                |
| 275 - 276 | 2021年9月1日 - 9月8日          | くさおつるりここ（逢田梨香子、鈴木愛奈）                    | 小林愛香                         | 今回のゲスト津島善子を入れてユニット名を「くさおわるりこう」とした                                                                              |
| 277 - 279 | 2021年9月15日 - 9月29日        | くさおくるりこや（逢田梨香子、鈴木愛奈）                    | 小宮有紗                         | |
| 280 - 282 | 2021年10月6日 - 10月20日       | くさおつるりここ（逢田梨香子、鈴木愛奈）                    | 小林愛香                         | |
| 283 - 285 | 2021年10月27日 - 11月10日      | くさおわるりこう（逢田梨香子、鈴木愛奈）                    | 斉藤朱夏                         | |
| 286 - 287 | 2021年11月17日 - 11月24日      | くさおくるりこぃ（逢田梨香子、鈴木愛奈）                    | 降幡 愛                          | 今回のゲスト黒澤ルビィを入れてユニット名を「くさおくるりこぃ」とした                                                                            |
| 288 - 290 | 2021年12月1日 - 12月15日       | くさおたつるりこかこ（逢田梨香子）                          | 伊波杏樹、小林愛香               | 今回のゲスト高海千歌、津島善子を入れてユニット名を「くさおたつるりこかこ」とした                                                                |
| 291 - 293 | 2021年12月22日 - 2022年1月5日  | くさおくるりこや（逢田梨香子、鈴木愛奈）                    | 小宮有紗                         | |
| 294 - 296 | 2022年1月12日 - 1月26日        | 伊波杏樹、逢田梨香子、斉藤朱夏                              | なし                             | |
| 297 - 299 | 2022年2月2日 - 2月16日         | わいわいわい(斉藤朱夏、小林愛香、降幡愛)                    | なし                             | |
| 300 - 302 | 2022年2月23日 - 3月9日         | ぐ～りんぱ（伊波杏樹、小宮有紗、小林愛香）                  | なし                             | |
| 303 - 305 | 2022年3月16日 - 3月30日        | 逢田梨香子、斉藤朱夏、小宮有紗                              | なし                             | 「ぐ～りんぱ」、「わいわいわい」、「くさおるりこ」から一人ずつのメンバー                                                                        |
| 306 - 311 | 2022年4月6日 - 5月11日         | JMA放送局（斉藤朱夏、小林愛香、降幡愛）                     | なし                             | 「JMA放送局」としてリニューアル |
| 312 - 313 | 2022年5月18日 - 5月25日        | JMA放送局（斉藤朱夏、小林愛香、降幡愛）                     | 小宮有紗                         | 今回はゲストを迎えたということで「JMAD放送局」として放送                                                                                        |
| 314 - 324 | 2022年6月1日 - 8月10日         | JMA放送局（斉藤朱夏、小林愛香、降幡愛）                     |                                  | |
| 325       | 2022年8月17日                  | JMA放送局（斉藤朱夏、小林愛香、降幡愛）                     |                                  | 2022年8月11日に行われた「ラブライブ！サンシャイン!! 沼津地元愛まつり Aqours浦の星女学院RADIO!!! JMA放送局～スペシャル公開録音～」の昼公演を配信 |
| 326       | 2022年8月24日                  | JMA放送局（斉藤朱夏、小林愛香、降幡愛）                     |                                  | 2022年8月11日に行われた「ラブライブ！サンシャイン!! 沼津地元愛まつり Aqours浦の星女学院RADIO!!! JMA放送局～スペシャル公開録音～」の夜公演を配信 |
| 327 - 369 | 2022年8月31日 - 2023年7月5日   | JMA放送局（斉藤朱夏、小林愛香、降幡愛）                     |                                  | |
| 370 - 377 | 2023年11月1日 - 2023年12月20日 | JMA放送局（斉藤朱夏、小林愛香、降幡愛）                     |                                  | |
| 378       | 2023年12月27日                 | JMA放送局（斉藤朱夏、小林愛香、降幡愛）                     |                                  | みらくらぱーく!（菅叶和、月音こな）が飛び入り参加                                                                                               |

#### 幻日のヨハネ -SUNSHINE in the MIRROR- きみの心の音を聴かせてRADIO
2023年7月5日から10月まで、HiBiKi Radio Stationと音泉にて配信された。
『幻日のヨハネ -SUNSHINE THE MIRROR-』のテレビアニメ放送を記念したもので、「浦ラジ」の番外編とも言える。
パーソナリティはヨハネ役の小林愛香。
略称は「ヨハラジ」。「浦ラジ」と同様、毎週水曜日に更新される。
|    | 配信日         | パーソナリティ | ゲスト               | 備考                                             |
| -- | -------------- | -------------- | -------------------- | ------------------------------------------------ |
| 1  | 2023年7月5日   | 小林愛香       | 日笠陽子             |                                                  |
| 2  | 2023年7月日    | 小林愛香       | 小宮有紗、降幡愛     |                                                  |
| 3  | 2023年7月19日  | 小林愛香       | 小宮有紗、降幡愛     |                                                  |
| 4  | 2023年7月26日  | 小林愛香       | 逢田梨香子           | 出演予定だった鈴木愛奈は体調不良により取りやめ。 |
| 5  | 2023年8月2日   | 小林愛香       | 逢田梨香子           | 出演予定だった鈴木愛奈は体調不良により取りやめ。 |
| 6  | 2023年8月9日   | 小林愛香       | 高槻かなこ、伊波杏樹 |                                                  |
| 7  | 2023年8月26日  | 小林愛香       | 高槻かなこ、伊波杏樹 |                                                  |
| 8  | 2023年8月23日  | 小林愛香       | 諏訪ななか           | 出演予定だった斉藤朱夏は体調不良により取りやめ。 |
| 9  | 2023年8月30日  | 小林愛香       | 諏訪ななか           | 出演予定だった斉藤朱夏は体調不良により取りやめ。 |
| 10 | 2023年9月6日   | 小林愛香       | 高槻かなこ           |                                                  |
| 11 | 2023年9月23日  | 小林愛香       | 高槻かなこ           |                                                  |
| 12 | 2023年9月20日  | 小林愛香       | 斉藤朱夏             |                                                  |
| 13 | 2023年9月27日  | 小林愛香       | 斉藤朱夏             |                                                  |
| 14 | 2023年10月14日 | 小林愛香       | 伊波杏樹、逢田梨香子 |                                                  |
| 15 | 2023年10月11日 | 小林愛香       | 伊波杏樹、逢田梨香子 |                                                  |
| 16 | 2023年10月18日 | 小林愛香       | 降幡愛、鈴木愛奈     |                                                  |
| 17 | 2023年10月25日 | 小林愛香       | 降幡愛、鈴木愛奈     |                                                  |

#### ラブライブ！サンシャイン!!Aqours浦の星女学院Radio!!!リモート出張版
YouTubeの「ラブライブ!シリーズ公式チャンネル」でリモート収録により不定期に配信される特別出張版。
| # | 配信日        | パーソナリティ                             | 備考 |
| - | ------------- | ------------------------------------------ | ---- |
| 1 | 2020年4月23日 | わいわいわい（斉藤朱夏、小林愛香、降幡愛） |      |
| 2 | 2020年5月1日  | わいわいわい（斉藤朱夏、小林愛香、降幡愛） |      |
| 3 | 2020年5月14日 | わいわいわい（斉藤朱夏、小林愛香、降幡愛） |      |
| 4 | 2020年5月28日 | わいわいわい（斉藤朱夏、小林愛香、降幡愛） |      |

### 地上波ラジオ番組

#### AqoursのオールナイトニッポンR
2017年11月18日に放送されたAqoursによる『オールナイトニッポンR』。単発企画ではあるもの、Aqoursにとっては地上波テレビ・ラジオで初の冠番組となった。
パーソナリティ
- Aqours
  - 伊波杏樹
  - 逢田梨香子
  - 斉藤朱夏

コーナー
悩みの答えは知っているよ
あらかじめ解決済みの悩み相談のメールを読んで答えを予想する、「悩み相談のリハーサル」を行うコーナー。
みんなで叶える○○物語
テーマに従ってリスナーに電話をかけ、リスナーがその条件を満たしていれば曲を1曲かけることができるコーナー。

#### Aqours LOCKS!
TOKYO FMのラジオ番組『SCHOOL OF LOCK!』内の1コーナー。毎月第1週の月曜から木曜に放送。「スクールアイドルの講師」として授業を行う。

### ゲスト出演

#### NHK紅白歌合戦出場歴

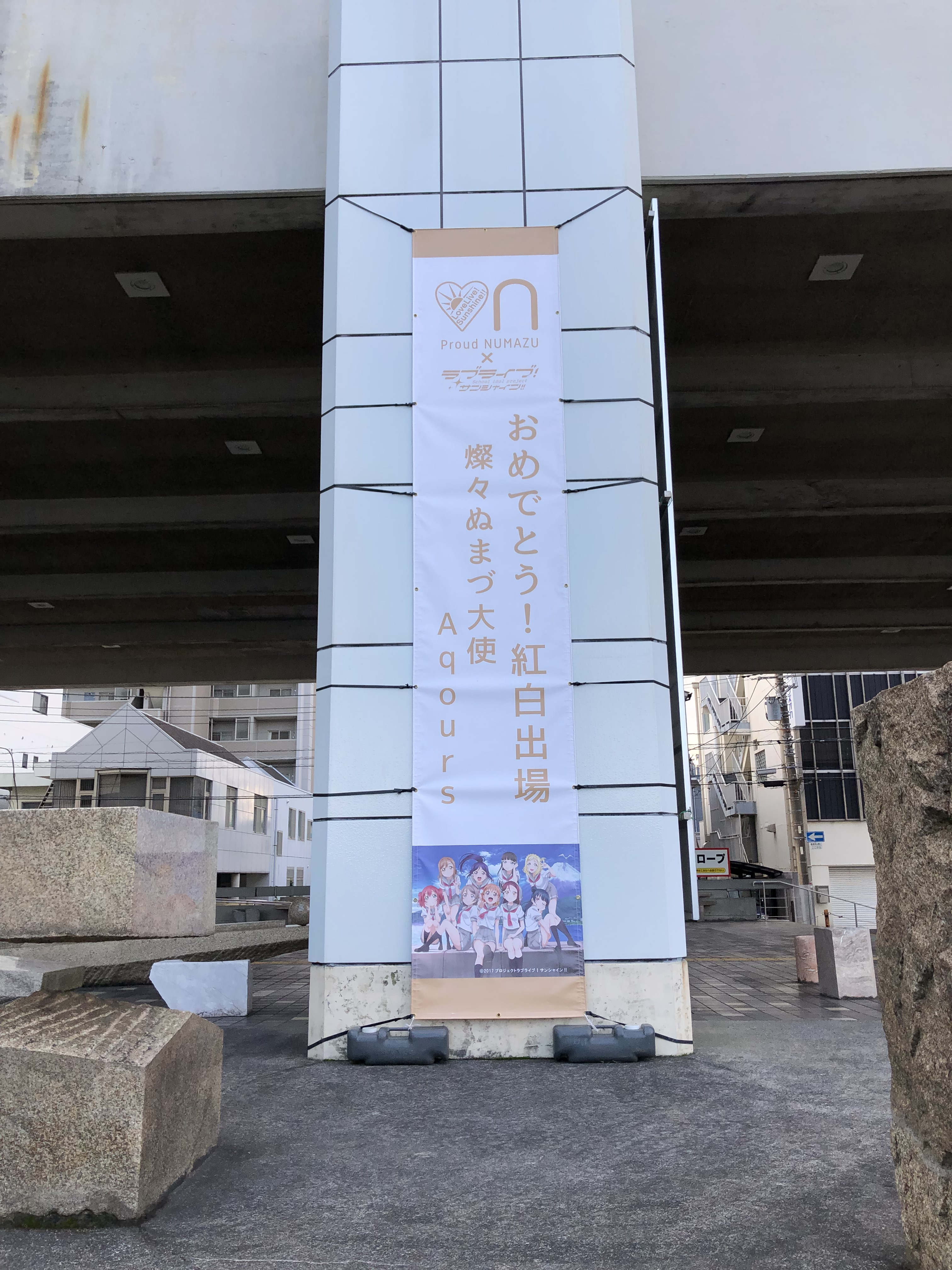
沼津市役所に掲げられた、Aqoursの紅白歌合戦出場を祝う垂れ幕

第69回（2018年）で行われた特別企画コーナー「ジャパンカルチャーを世界に発信する」にて出場。NHKの渋谷義人チーフプロデューサーによると、海外で人気のある日本のカルチャーを紹介する企画にあたって、この年ロサンゼルスでの単独公演を成功をはじめとする、Aqoursの海外での人気が評価されたことが選出理由になったという。ラブライブ!シリーズとしては、第66回（2015年）に出場したμ'sに続いて2回目の紅白出場となった。
| 年度/放送回               | 回 | 曲目                      | 出場順 | 対戦相手 |
| ------------------------- | -- | ------------------------- | ------ | -------- |
| 2018年（平成30年）/第69回 | 初 | 君のこころは輝いてるかい? | 前半16 | 刀剣男士 |

#### ラジオ番組
| 放送年 | 放送日         | 番組名                                        | 放送局       | 出演メンバー                                                  | 備考                                                 |
| ------ | -------------- | --------------------------------------------- | ------------ | ------------------------------------------------------------- | ---------------------------------------------------- |
| 2016年 | 7月30日        | K-mix WONDER'69                               | K-mix        | 伊波杏樹、逢田梨香子、斉藤朱夏                                | 公開生放送                                           |
| 2017年 | 4月15日        | エジソン                                      | 文化放送     | 諏訪ななか、高槻かなこ、小林愛香                              |                                                      |
| 2017年 | 5月7日         | パワーボイスA                                 | NHKラジオ第1 | CYaRon！                                                      |                                                      |
| 2017年 | 5月28日        | 阿澄佳奈のキミまち!                           | 文化放送     | AZALEA                                                        |                                                      |
| 2017年 | 6月22日        | ミュ〜コミ+プラス                             | ニッポン放送 | Guilty Kiss                                                   |                                                      |
| 2017年 | 10月17日       | SCHOOL OF LOCK!                               | TOKYO FM     | 逢田梨香子、高槻かなこ、鈴木愛奈                              | 生放送                                               |
| 2017年 | 12月12日       | SCHOOL OF LOCK!                               | TOKYO FM     | 伊波杏樹、小林愛香、降幡 愛                                   | 生放送                                               |
| 2017年 | 10月21日       | こむちゃっとカウントダウン                    | 文化放送     | 斉藤朱夏、鈴木愛奈、降幡 愛                                   |                                                      |
| 2017年 | 10月28日       | HITS! THE TOWN                                | NACK5        | 伊波杏樹、逢田梨香子、斉藤朱夏                                | 公開生放送                                           |
| 2017年 | 12月30日       | もうひとつの週末はDOYO                        | FMいるか     | 伊波杏樹、斉藤朱夏、逢田梨香子、高槻かなこ、小林愛香、降幡 愛 |                                                      |
| 2018年 | 2月26日-3月2日 | クロノス                                      | TOKYO FM     | 伊波杏樹、逢田梨香子、諏訪ななか、小宮有紗、斉藤朱夏          | コメント出演                                         |
| 2018年 | 7月31日        | ゆうがたパラダイス                            | NHK-FM       | 高槻かなこ、降幡 愛                                           |                                                      |
| 2018年 | 8月1日         | SCHOOL OF LOCK!                               | TOKYO FM     | 逢田梨香子、高槻かなこ、斉藤朱夏                              | 生放送                                               |
| 2018年 | 8月4日         | エジソン                                      | 文化放送     | 諏訪ななか、小林愛香                                          |                                                      |
| 2018年 | 8月4日         | こむちゃっとカウントダウン                    | 文化放送     | 高槻かなこ、鈴木愛奈                                          |                                                      |
| 2018年 | 9月17日        | 今日は一日ラブライブ!三昧                     | NHK-FM       | 伊波杏樹、逢田梨香子、小宮有紗、斉藤朱夏、鈴木愛奈            | 生放送                                               |
| 2018年 | 12月20日       | よゐこのオールナイトニッポンPremium           | ニッポン放送 | 小宮有紗、小林愛香、降幡 愛                                   |                                                      |
| 2018年 | 12月30日       | ミュージックライン 勝手に紅白スペシャル       | NHK-FM       | 全員                                                          | コメントゲスト                                       |
| 2019年 | 2月5日         | ゆうがたパラダイス                            | NHK-FM       | 小林愛香、降幡 愛                                             |                                                      |
| 2019年 | 2月6日         | MUSIC LINE                                    | NHK-FM       | 斉藤朱夏、高槻かなこ                                          |                                                      |
| 2019年 | 2月16日        | ロンドンブーツ1号2号 田村淳のNewsCLUB         | 文化放送     | Guilty Kiss                                                   |                                                      |
| 2019年 | 7月19日        | ラブライブ!シリーズのオールナイトニッポンGOLD | ニッポン放送 | 諏訪ななか、降幡 愛                                           |                                                      |
| 2019年 | 8月16日        | ラブライブ!シリーズのオールナイトニッポンGOLD | ニッポン放送 | 逢田梨香子、小宮有紗                                          |                                                      |
| 2019年 | 9月20日        | ラブライブ!シリーズのオールナイトニッポンGOLD | ニッポン放送 | 小林愛香、高槻かなこ                                          |                                                      |
| 2019年 | 9月24日        | ゆうがたパラダイス                            | NHK-FM       | 小林愛香、高槻かなこ、降幡 愛                                 |                                                      |
| 2019年 | 9月28日        | こむちゃっとカウントダウン                    | 文化放送     | 小林愛香、高槻かなこ、降幡 愛                                 |                                                      |
| 2019年 | 10月9日        | 坂本美雨のディアフレンズ                      | TOKYO FM     | 諏訪ななか、降幡 愛                                           |                                                      |
| 2019年 | 10月14日       | 今日は一日“ラブライブ!”三昧2                  | NHK-FM       | 全員                                                          | 生放送                                               |
| 2019年 | 11月15日       | ラブライブ!シリーズのオールナイトニッポンGOLD | ニッポン放送 | 斉藤朱夏、鈴木愛奈                                            |                                                      |
| 2019年 | 12月20日       | ラブライブ!シリーズのオールナイトニッポンGOLD | ニッポン放送 | 小林愛香、鈴木愛奈                                            |                                                      |
| 2020年 | 1月17日        | ラブライブ!シリーズのオールナイトニッポンGOLD | ニッポン放送 | 伊波杏樹、逢田梨香子                                          |                                                      |
| 2020年 | 2月14日        | ラブライブ!シリーズのオールナイトニッポンGOLD | ニッポン放送 | 斉藤朱夏、降幡 愛                                             |                                                      |
| 2020年 | 3月20日        | ラブライブ!シリーズのオールナイトニッポンGOLD | ニッポン放送 | 伊波杏樹、高槻かなこ                                          |                                                      |
| 2020年 | 7月24日        | ラブライブ!シリーズのオールナイトニッポンGOLD | ニッポン放送 | 降幡 愛、逢田梨香子、諏訪ななか                               |                                                      |
| 2020年 | 8月21日        | ラブライブ!シリーズのオールナイトニッポンGOLD | ニッポン放送 | 降幡 愛、高槻かなこ、鈴木愛奈                                 |                                                      |
| 2020年 | 9月18日        | ラブライブ!シリーズのオールナイトニッポンGOLD | ニッポン放送 | 降幡 愛、伊波杏樹、小林愛香                                   |                                                      |
| 2020年 | 10月30日       | ラブライブ!シリーズのオールナイトニッポンGOLD | ニッポン放送 | 降幡 愛、小宮有紗、斉藤朱夏                                   |                                                      |
| 2020年 | 11月27日       | ラブライブ!シリーズのオールナイトニッポンGOLD | ニッポン放送 | 降幡 愛、諏訪ななか、斉藤朱夏                                 |                                                      |
| 2020年 | 12月25日       | ラブライブ!シリーズのオールナイトニッポンGOLD | ニッポン放送 | 降幡 愛、小宮有紗、小林愛香                                   |                                                      |
| 2021年 | 1月29日        | ラブライブ!シリーズのオールナイトニッポンGOLD | ニッポン放送 | 降幡 愛、小林愛香、田野アサミ                                 |                                                      |
| 2021年 | 2月26日        | ラブライブ!シリーズのオールナイトニッポンGOLD | ニッポン放送 | 降幡 愛、伊波杏樹、佐藤日向                                   |                                                      |
| 2021年 | 3月26日        | ラブライブ!シリーズのオールナイトニッポンGOLD | ニッポン放送 | 降幡 愛、高槻かなこ、鈴木愛奈                                 |                                                      |
| 2021年 | 3月31日        | 四千ミルク                                    | FM FUJI      | 高槻かなこ                                                    |                                                      |
| 2021年 | 3月31日        | レコメン！                                    | 文化放送     | 諏訪ななか、小林愛香                                          |                                                      |
| 2021年 | 4月1日         | 鷲崎健のヨルナイト×ヨルナイト                 | 文化放送     | 逢田梨香子、小林愛香                                          |                                                      |
| 2021年 | 4月3日         | ロンドンブーツ1号2号 田村淳のNewsCLUB         | 文化放送     | 小宮有紗、降幡 愛                                             |                                                      |
| 2021年 | 4月3日         | 阿澄佳奈のキミまち!                           | 文化放送     | 小宮有紗、降幡 愛                                             |                                                      |
| 2021年 | 4月6日         | ミュージックライン                            | NHK FM       | 逢田梨香子、高槻かなこ                                        |                                                      |
| 2021年 | 4月30日        | ラブライブ!シリーズのオールナイトニッポンGOLD | ニッポン放送 | 降幡 愛、逢田梨香子、斉藤朱夏                                 |                                                      |
| 2021年 | 5月28日        | ラブライブ!シリーズのオールナイトニッポンGOLD | ニッポン放送 | 降幡 愛、諏訪ななか、小林愛香                                 |                                                      |
| 2021年 | 6月4日         | ミュージックライン                            | NHK FM       | CYaRon！                                                      |                                                      |
| 2021年 | 6月19日        | A&G TRIBAL RADIO エジソン                     | 文化放送     | 逢田梨香子、鈴木愛奈                                          |                                                      |
| 2021年 | 6月25日        | ラブライブ!シリーズのオールナイトニッポンGOLD | ニッポン放送 | 降幡 愛、小宮有紗、鈴木愛奈                                   |                                                      |
| 2021年 | 6月28日        | ミュージックライン                            | NHK FM       | AZALEA                                                        |                                                      |
| 2021年 | 7月30日        | ラブライブ!シリーズのオールナイトニッポンGOLD | ニッポン放送 | 降幡 愛、逢田梨香子、斉藤朱夏                                 |                                                      |
| 2021年 | 8月3日         | ミュージックライン                            | NHK FM       | Guilty Kiss                                                   |                                                      |
| 2021年 | 8月27日        | ラブライブ!シリーズのオールナイトニッポンGOLD | ニッポン放送 | 降幡 愛、諏訪ななか、小林愛香                                 |                                                      |
| 2021年 | 9月23日        | ミュージックライン                            | NHK FM       | 斉藤朱夏、小林愛香                                            |                                                      |
| 2021年 | 9月24日        | ラブライブ!シリーズのオールナイトニッポンGOLD | ニッポン放送 | 降幡 愛、斉藤朱夏                                             |                                                      |
| 2021年 | 10月15日       | ラブライブ!シリーズのオールナイトニッポンGOLD | ニッポン放送 | 降幡 愛、逢田梨香子、小宮有紗                                 |                                                      |
| 2021年 | 11月26日       | ラブライブ!シリーズのオールナイトニッポンGOLD | ニッポン放送 | 降幡 愛、小林愛香                                             |                                                      |
| 2021年 | 12月29日       | ラブライブ!シリーズのオールナイトニッポンGOLD | ニッポン放送 | 降幡 愛、小宮有紗、斉藤朱夏                                   |                                                      |
| 2022年 | 1月21日        | ラブライブ!シリーズのオールナイトニッポンGOLD | ニッポン放送 | 降幡 愛、斉藤朱夏                                             |                                                      |
| 2022年 | 2月18日        | ラブライブ!シリーズのオールナイトニッポンGOLD | ニッポン放送 | 降幡 愛、逢田梨香子、諏訪ななか                               |                                                      |
| 2022年 | 3月25日        | ラブライブ!シリーズのオールナイトニッポンGOLD | ニッポン放送 | 降幡 愛、小宮有紗、小林愛香                                   | 生放送                                               |
| 2022年 | 4月15日        | ラブライブ!シリーズのオールナイトニッポンGOLD | ニッポン放送 | 降幡 愛、小林愛香                                             |                                                      |
| 2022年 | 5月4日         | 今日は一日ラブライブ!三昧3                    | NHK-FM       | 逢田梨香子、諏訪ななか、小宮有紗、小林愛香、降幡愛            | 生放送、コメントゲストとして伊波杏樹、斉藤朱夏も参加 |
| 2022年 | 5月27日        | ラブライブ!シリーズのオールナイトニッポンGOLD | ニッポン放送 | 降幡 愛、小宮有紗                                             |                                                      |
| 2022年 | 6月24日        | ラブライブ!シリーズのオールナイトニッポンGOLD | ニッポン放送 | 降幡 愛、諏訪ななか                                           |                                                      |
| 2022年 | 6月30日        | 鷲崎健のヨルナイト×ヨルナイト                 | 文化放送     | 小林愛香、鈴木愛奈                                            | 生放送                                               |
| 2022年 | 7月22日        | ラブライブ!シリーズのオールナイトニッポンGOLD | ニッポン放送 | 降幡 愛、逢田梨香子                                           |                                                      |
| 2022年 | 8月20日        | A&G TRIBAL RADIO エジソン                     | 文化放送     | 逢田梨香子、小宮有紗                                          | 生放送                                               |
| 2022年 | 8月26日        | ラブライブ!シリーズのオールナイトニッポンGOLD | ニッポン放送 | 降幡 愛、小宮有紗                                             |                                                      |
| 2022年 | 8月27日        | 田村淳のNewsCLUB                              | 文化放送     | 逢田梨香子、小宮有紗                                          | 生放送                                               |
| 2022年 | 9月30日        | ラブライブ!シリーズのオールナイトニッポンGOLD | ニッポン放送 | 降幡 愛、小林愛香                                             |                                                      |
| 2022年 | 10月28日       | ラブライブ!シリーズのオールナイトニッポンGOLD | ニッポン放送 | 降幡 愛、小宮有紗、鈴木愛奈                                   | 生放送                                               |
| 2022年 | 11月25日       | ラブライブ!シリーズのオールナイトニッポンGOLD | ニッポン放送 | 降幡 愛、逢田梨香子                                           |                                                      |
| 2022年 | 12月30日       | ラブライブ!シリーズのオールナイトニッポンGOLD | ニッポン放送 | 降幡 愛、斉藤朱夏                                             |                                                      |
| 2023年 | 1月27日        | ラブライブ!シリーズのオールナイトニッポンGOLD | ニッポン放送 | 降幡 愛、小宮有紗                                             |                                                      |
| 2023年 | 2月24日        | ラブライブ!シリーズのオールナイトニッポンGOLD | ニッポン放送 | 降幡 愛、小林愛香                                             |                                                      |
| 2023年 | 3月24日        | ラブライブ!シリーズのオールナイトニッポンGOLD | ニッポン放送 | 降幡 愛、小宮有紗                                             |                                                      |
| 2023年 | 4月28日        | ラブライブ!シリーズのオールナイトニッポンGOLD | ニッポン放送 | 降幡 愛                                                       | 生放送                                               |
| 2023年 | 5月26日        | ラブライブ!シリーズのオールナイトニッポンGOLD | ニッポン放送 | 小宮有紗、小林愛香                                            | 生放送                                               |

## ライブ・イベント
Aqours声優メンバーが出演した主要なイベントを挙げる。

### オンラインライブ
新型コロナウイルス (COVID-19) の感染拡大に伴い、中止になった、「LOVELIVE! SUNSHINE!! UNIT LIVE ADVENTURE 2020 AZALEA First LOVELIVE! ~ Amazing Travel DNA ~」「LOVELIVE! SUNSHINE!! UNIT LIVE ADVENTURE 2020 追加公演〜PERFECT WORLD」「ラブライブ！サンシャイン!! Aqours 6th LoveLive! ～DOME TOUR 2020～」の代替企画として2020年10月10日・11日に「ラブライブ！サンシャイン!! Aqours ONLINE LoveLive! ～LOST WORLD～」が開催された。収録会場は非公表。2回目となる「～WHITE ISLAND～」は、ラブライブ！シリーズ初のカウントダウンライブであることが発表された。
| 公演年 | タイトル                                                               | 出演メンバー        | 公演日（配信日） |
| ------ | ---------------------------------------------------------------------- | ------------------- | ---------------- |
| 2020年 | ラブライブ！サンシャイン!! Aqours ONLINE LoveLive! ～LOST WORLD～      | 全員                | 10月10日・11日   |
| 2020年 | ラブライブ！サンシャイン!! Aqours COUNTDOWN LoveLive! ～WHITE ISLAND～ | 高槻かなこを除く8人 | 12月30日・31日   |

### ミニユニットナンバリングライブ
3月7日・8日に予定されていた「Amazing Travel DNA」は、新型コロナウイルス (COVID-19) の感染拡大により日本政府から発令されたイベント開催禁止令発動のため、開催が中止となり、後に6月3日・4日に振替公演を行うことが発表されたが、それも緊急事態宣言延長によるリハーサル確保困難のため中止となった。5月9日・10日に予定されていた追加公演「PERFECT WORLD」も、新型コロナウイルスによる緊急事態宣言の発令によってイベントの開催が原則として禁止となっていたため、開催中止となり、その後振替公演を検討していたが完全に中止となった。しかし、その後10月10日・11日に開催された初の無観客配信ライブ「ラブライブ！サンシャイン!! Aqours ONLINE LoveLive! ～LOST WORLD～」にて「AZALEA First LOVELIVE! ～Amazing Travel DNA～」は「AZALEA First LOVELIVE! ～Amazing Travel DNA～ TRY AGAIN」とタイトルを変え、かつ会場がゼビオアリーナ仙台から武蔵野の森総合スポーツプラザに変更された上で2021年2月27日・28日に公演を行うことが発表されたが、会場である武蔵野の森総合スポーツプラザが東京都の施設であり、会場側が開催に待ったをかけたため、無観客配信も含めて中止となった。代替企画として2021年2月28日に「AZALEA Back In LoveLive! ～SPECIAL EDIT Ver.～」Online ViewingをYouTubeLIVE、バンダイチャンネル、LINE LIVE、ニコニコ生放送で公開、AZALEAライブパフォーマンスダイジェスト映像のほか、この日だけの特別映像AfterPartyとしてDJ DIAが登場しDJパフォーマンスを披露した。
|     | 公演年 | タイトル                                                                                             | タイトル                                                                                             | 出演メンバー                                                | 公演日・会場                                                                |
| --- | ------ | --- | --- | ----------------------------------------------------------- | --------------------------------------------------------------------------- |
| 1st | 2020年 | LOVELIVE! SUNSHINE!! UNIT LIVE ADVENTURE 2020                                                        | Guilty Kiss First LOVELIVE! ~ New Romantic Sailors ~                                                 | Guilty Kiss                                                 | 全2公演：2月8日・9日 武蔵野の森総合スポーツプラザ・メインアリーナ（東京都） |
| 1st | 2020年 | LOVELIVE! SUNSHINE!! UNIT LIVE ADVENTURE 2020                                                        | CYaRon！First LOVELIVE! ~ Braveheart Coaster ~                                                       | CYaRon！                                                    | 全2公演：2月22日・23日 西日本総合展示場 新館 ABC（福岡県）                  |
| 1st | 2020年 | LOVELIVE! SUNSHINE!! UNIT LIVE ADVENTURE 2020                                                        | AZALEA First LOVELIVE! ~ Amazing Travel DNA ~                                                        | AZALEA                                                      | ゼビオアリーナ仙台（宮城県）で公演を予定していたがすべて中止                |
| 1st | 2020年 | LOVELIVE! SUNSHINE!! UNIT LIVE ADVENTURE 2020                                                        | 追加公演〜PERFECT WORLD                                                                              | CYaRon！ AZALEA Guilty Kiss                                 | 5月9日と10日を予定していたが完全中止、振替なし                              |
| 1st | 2021年 | LOVELIVE! SUNSHINE!! UNIT LIVE ADVENTURE 2020                                                        | AZALEA First LOVELIVE! ~ Amazing Travel DNA ~ TRY AGAIN                                              | AZALEA                                                      | 武蔵野の森総合スポーツプラザ・メインアリーナで予定していたが中止            |
| 1st | 2021年 | ラブライブ！サンシャイン!! AZALEA 1st LoveLive! ～In The Dark /*秘密の物語（ひみつのストーリー）*/～ | ラブライブ！サンシャイン!! AZALEA 1st LoveLive! ～In The Dark /*秘密の物語（ひみつのストーリー）*/～ | 諏訪ななか、小宮有紗 （高槻かなこは適応障害により出演辞退） | 全2公演：8月14日・15日 ゼビオアリーナ仙台（宮城県）                         |
| 2nd | 2021年 | ラブライブ！サンシャイン!! Guilty Kiss 2nd LoveLive! ～Return To Love ♡ Kiss Kiss Kiss～             | ラブライブ！サンシャイン!! Guilty Kiss 2nd LoveLive! ～Return To Love ♡ Kiss Kiss Kiss～             | Guilty Kiss Guilty Devils                                   | 全2公演：9月25日・26日 東京ガーデンシアター（東京都）                       |
| 2nd | 2021年 | ラブライブ！サンシャイン!! CYaRon！2nd LoveLive! ～大革命☆Wake Up Kingdom～                          | ラブライブ！サンシャイン!! CYaRon！2nd LoveLive! ～大革命☆Wake Up Kingdom～                          | CYaRon！ CYaRoTOMO'S                                        | 全2公演：10月16日・17日 幕張メッセ 国際展示場（千葉県）                     |
| 2nd | 2021年 | ラブライブ！サンシャイン!! AZALEA 2nd LoveLive! ～Amazing Travel DNA Reboot～                        | ラブライブ！サンシャイン!! AZALEA 2nd LoveLive! ～Amazing Travel DNA Reboot～                        | 諏訪ななか、小宮有紗 （高槻かなこは適応障害により出演辞退） | 全2公演：11月15日・16日 横浜アリーナ（神奈川県）                            |

### スクフェス感謝祭
2024年3月31日を以てスクフェスシリーズの展開を終了したため、2024年以降は開催されていない。

### ゲスト出演ライブ・イベント
| 公演年                                                                                             | タイトル | 出演者                                               | 公演日・会場                                                                                        | 出典・備考      |
| -------------------------------------------------------------------------------------------------- | --- | ---------------------------------------------------- | --------------------------------------------------------------------------------------------------- | --------------- |
| 2017年                                                                                             | ミルキィホームズ＆ブシロード10周年＆スクフェス4周年記念ライブ in横浜アリーナ                                                  | 全員                                                 | 4月30日 横浜アリーナ（神奈川県）                                                                    | [ 122 ]         |
| 2017年                                                                                             | アニュータライブ2017 あにゅパ!!                                                                                               | 全員                                                 | 5月13日 国立代々木競技場（東京都）                                                                  | [ 123 ]         |
| 2017年                                                                                             | Anisong World Matsuri at Anime Expo 2017                                                                                      | 全員                                                 | 6月30日 Microsoft Theater （アメリカ合衆国・ロサンゼルス）                                          | [ 124 ]         |
| 2017年                                                                                             | MACRO LINK-STAR PHASE × ANISONG WORLD MATSURI 2017                                                                            | 全員                                                 | 7月22日 メルセデス・ベンツアリーナ （中華人民共和国・上海市）                                       | [ 125 ]         |
| 2017年                                                                                             | 第70回沼津夏まつり・狩野川花火大会 燦々ぬまづ大使 Aqours（アクア） 声優による盆踊りステージ                                   | 全員                                                 | 7月29日・7月30日 広陵広場（沼津市営香貫駐車場）（静岡県）                                           | [ 126 ]         |
| 2017年                                                                                             | Animelo Summer Live 2017 -THE CARD-                                                                                           | 全員                                                 | 8月25日 さいたまスーパーアリーナ（埼玉県）                                                          | [ 127 ]         |
| 2017年                                                                                             | めざましテレビ PRESENTS T-SPOOK TOKYO HALLOWEEN PARTY 2017                                                                    | 全員                                                 | 10月21日 青海P地区（青海臨時駐車場）（東京都）                                                      | [ 128 ]         |
| 2018年                                                                                             | DENGEKI 25th Anniversary DENGEKI MUSIC LIVE!! 2018                                                                            | 全員                                                 | 1月8日 幕張メッセ（千葉県）                                                                         | [ 129 ]         |
| 2018年                                                                                             | 静岡県警察「110番の日」適切な利用促進キャンペーン 沼津警察署 一日署長 パレード                                                | 斉藤朱夏                                             | 1月10日 沼津仲見世商店街（静岡県）                                                                  | [ 130 ]         |
| 2018年                                                                                             | SUMMER STATION 音楽LIVE | 全員                                                 | 7月27日 六本木ヒルズアリーナ（東京都）                                                              | [ 131 ]         |
| 2018年                                                                                             | 第71回沼津夏まつり・狩野川花火大会 燦々ぬまづ大使 Aqours（アクア） 声優による盆踊りステージ                                   | 全員                                                 | 7月28日 広陵広場（沼津市営香貫駐車場）（静岡県）開催中止                                            | [ 132 ]         |
| 2018年                                                                                             | Animelo Summer Live 2018 “OK!”                                                                                                | 全員                                                 | 8月24日 さいたまスーパーアリーナ（埼玉県）                                                          | [ 133 ]         |
| 2018年                                                                                             | 2018明治安田生命J3リーグ第21節 アスルクラロ沼津 vs ギラヴァンツ北九州                                                         | 斉藤朱夏                                             | 9月2日 愛鷹広域公園多目的競技場（静岡県）                                                           | [ 134 ]         |
| 2018年                                                                                             | Madman Anime Festival | 諏訪ななか                                           | 9月15日 メルボルン・コンベンション・アンド・エキシビション・センター （オーストラリア・メルボルン） | [ 135 ]         |
| 2018年                                                                                             | C3 Anime Festival Asia Singapore 2018                                                                                         | 斉藤朱夏、降幡愛                                     | 12月1日 サンテック・シンガポール国際会議展示場（シンガポール）                                      | [ 136 ]         |
| 2018年                                                                                             | 沼津市立長井崎中学校 特別企画 声優 逢田梨香子さんによる講演                                                                   | 逢田梨香子                                           | 12月6日 沼津市立長井崎中学校体育館                                                                  | [ 137 ]         |
| 2018年                                                                                             | 劇場版「ラブライブ!サンシャイン!!」ラッピング電車出発式 伊豆箱根鉄道駿豆線 三島駅 一日駅長                                    | 諏訪ななか                                           | 12月12日 伊豆箱根鉄道駿豆線三島駅                                                                   | [ 138 ]         |
| 2019年                                                                                             | 第26期 燦々ぬまづ大使 認証式                                                                                                  | 全員                                                 | 1月4日 沼津市民文化センター大ホール（静岡県）                                                       | [ 139 ]         |
| 2019年                                                                                             | SDGs推進 TGC しずおか 2019 by TOKYO GIRLS COLLECTION アーティストステージ出演                                                 | 全員                                                 | 1月12日 ツインメッセ静岡（静岡県）                                                                  | [ 140 ]         |
| 2019年                                                                                             | ランティス祭り2019 | 全員                                                 | 6月21日・23日 幕張メッセ（千葉県）                                                                  | [ 141 ]         |
| 2019年                                                                                             | BILIBILI MACRO LINK-STAR PHASE 2019                                                                                           | 小宮有紗を除く8人                                    | 7月21日 メルセデス・ベンツ・アリーナ（中華人民共和国・上海市）                                      | [ 142 ]         |
| 2019年                                                                                             | 第72回沼津夏まつり・狩野川花火大会 燦々ぬまづ大使 Aqours（アクア） 声優による盆踊りステージ                                   | 伊波杏樹、小宮有紗、鈴木愛奈を除く6人                | 7月27日 広陵広場（沼津市営香貫駐車場）（静岡県）開催中止                                            | [ 143 ]         |
| 2019年                                                                                             | Animelo Summer Live 2019 -STORY-                                                                                              | 全員                                                 | 8月31日 さいたまスーパーアリーナ（埼玉県）                                                          | [ 144 ]         |
| 2019年                                                                                             | 2019明治安田生命J3リーグ第23節 アスルクラロ沼津 vs セレッソ大阪U-23                                                           | 高槻かなこ                                           | 9月15日 愛鷹広域公園多目的競技場（静岡県）                                                          | 4-0で沼津の勝利 |
| 2019年                                                                                             | バンダイナムコエンターテインメントフェスティバル                                                                              | Guilty Kiss                                          | 10月20日 東京ドーム（東京都）                                                                       | [ 146 ]         |
| 2019年                                                                                             | Lantis Matsuri 2019 at Anime NYC!                                                                                             | Guilty Kiss                                          | 11月15日 Javits Center’s Special Events Hall（アメリカ・ニューヨーク）                              | [ 147 ]         |
| 2020年                                                                                             | ラブライブ！サンシャイン！！キャラクター「高海千歌」さん JAなんすん「西浦みかん大使」就任式                                   | 伊波杏樹                                             | 2月12日 ららぽーと沼津ひかりの広場（静岡県）                                                        | [ 148 ]         |
| 2020年                                                                                             | 沼津市役所でのプロジェクションマッピング投影会                                                                                | 伊波杏樹                                             | 8月29日 沼津市役所（静岡県）                                                                        | [ 149 ]         |
| 2021年                                                                                             | バンダイナムコエンターテインメントフェスティバル 2nd                                                                          | 伊波杏樹、小林愛香、鈴木愛奈を除く6人                | 2022年5月14日・15日に開催延期                                                                       |                 |
| 2021年                                                                                             | オダイバ!!超次元音楽祭 -ヨコハマからハッピーバレンタインフェス2021- DAY2                                                      | 全員                                                 | 2月14日 ぴあアリーナMM（神奈川県）                                                                  | [ 150 ]         |
| 2022年                                                                                             | |                                                      | |                 |
| ラブライブ！シリーズ×パ・リーグ6球団 コラボ試合 千葉ロッテマリーンズ vs 福岡ソフトバンクホークス   | 斉藤朱夏、小林愛香 | 5月7日 ZOZOマリンスタジアム（千葉県）                | 0-16でロッテの敗戦                                                                                  |                 |
| ラブライブ！シリーズ×パ・リーグ6球団 コラボ試合 埼玉西武ライオンズ vs 東北楽天ゴールデンイーグルス | 伊波杏樹、逢田梨香子 | 5月13日 ベルーナドーム（埼玉県）                     | |                 |
| バンダイナムコエンターテインメントフェスティバル 2nd                                               | 小宮有紗、斉藤朱夏、小林愛香、降幡愛                                                                                          | 5月15日 ZOZOマリンスタジアム（千葉県）               | |                 |
| あげつちヨハネ誕生祭2022                                                                           | 小林愛香 | 7月13日 沼津リバーサイドホテル（静岡県）             | |                 |
| 第75回沼津夏まつり・狩野川花火大会                                                                 | 斉藤朱夏、小林愛香、高槻かなこ、降幡愛                                                                                        | 7月31日 トコチャンにて生中継& YouTube配信            | |                 |
| 2022明治安田生命J3リーグ第23節 アスルクラロ沼津 vs 鹿児島ユナイテッドFC                            | 斉藤朱夏、小林愛香 | 9月3日 愛鷹広域公園多目的競技場（静岡県）            | 0-1で沼津の敗戦                                                                                     |                 |
| ブシロード15周年記念ライブ in ベルーナドーム                                                       | 斉藤朱夏、小林愛香、降幡愛 | 11月13日 ベルーナドーム（埼玉県）                    | [ 152 ]                                                                                             |                 |
| 2023年                                                                                             | ラブライブ！シリーズのオールナイトニッポンGOLD 新春ありがとう文化祭                                                           | 降幡愛、小宮有紗、鈴木愛奈                           | 1月9日 パシフィコ横浜 国立大ホール（神奈川県）                                                      |                 |
| 2023年                                                                                             | ヴァイスシュヴァルツ15周年記念発表会／ブシロードTCG戦略発表会2023 永遠のマイターン DAY1                                       | 伊波杏樹                                             | 3月21日 飛行船シアター（東京都）                                                                    |                 |
| 2023年                                                                                             | 「沼津ゲキ推しキャンペーン！」オープニング 一日駅長任命式                                                                     | 斉藤朱夏、小林愛香                                   | 3月24日 JR東海 沼津駅（静岡県）                                                                     |                 |
| 2023年                                                                                             | AnimeJapan 2023AJステージ『ラブライブ！シリーズ合同スペシャルステージ』                                                       | 小林愛香、小宮有紗、斉藤朱夏、逢田梨香子             | 3月25日 東京ビッグサイト                                                                            |                 |
| 2023年                                                                                             | Smile＆Green やっと会えたね ニッポン放送 ラジオパーク in 日比谷 2023 ラブライブ！シリーズのオールナイトニッポンGOLD 公開録音  | 降幡愛                                               | 4月23日 日比谷公園（東京都）                                                                        |                 |
| 2023年                                                                                             | ライオンズ×幻日のヨハネ -SUNSHINE in the MIRROR- コラボ試合 日本生命セ・パ交流戦 埼玉西武ライオンズ vs 東京ヤクルトスワローズ | 小林愛香、小宮有紗                                   | 6月11日 ベルーナドーム（埼玉県）                                                                    |                 |
| 2023年                                                                                             | 伊豆箱根鉄道駿豆線 YOHANE TRAIN 報道公開                                                                                      | 小林愛香                                             | 6月21日 伊豆箱根鉄道 大場車庫（静岡県）                                                             | [ 153 ]         |
| 2023年                                                                                             | あげつちヨハネ誕生祭2023 | 小林愛香                                             | 7月13日 沼津リバーサイドホテル（静岡県）                                                            |                 |
| 2023年                                                                                             | ロンドンブーツ1号2号田村淳のNewsCLUB 公開生放送                                                                               | 斉藤朱夏、降幡愛                                     | 9月23日 文化放送メディアプラスホール（東京都）                                                      |                 |
| 2023年                                                                                             | 東京ゲームショウ2023 幻日のヨハネ -BLAZE in the DEEPBLUE- スペシャルステージ                                                  | 高槻かなこ、斉藤朱夏、鈴木愛奈                       | 9月23日 幕張メッセ（千葉県）                                                                        |                 |
| 2023年                                                                                             | 2023明治安田生命J3リーグ第36節 アスルクラロ沼津 vs カマタマーレ讃岐                                                           | 斉藤朱夏、高槻かなこ                                 | 11月19日 愛鷹広域公園多目的競技場（静岡県）                                                         |                 |
| 2023年                                                                                             | 異次元フェス アイドルマスター★♥ラブライブ!歌合戦                                                                              | 全員                                                 | 12月9日・10日 東京ドーム（東京都）                                                                  | [ 154 ]         |
| 2024年                                                                                             | オダイバ!!超次元音楽祭 フユフェス2024 DAY1                                                                                    | 逢田梨香子、諏訪ななか、小宮有紗、斉藤朱夏、小林愛香 | 2月24日 ぴあアリーナMM（神奈川県）                                                                  |                 |
| 2024年                                                                                             | 2024明治安田J3リーグ第1節 アスルクラロ沼津 vs ツエーゲン金沢 ラブライブ!ダービー!!                                            | 小宮有紗、斉藤朱夏                                   | 2月25日 愛鷹広域公園多目的競技場（静岡県）                                                          | 3-0で沼津の勝利 |
| 2024年                                                                                             | あげつちヨハネ誕生祭2024 | 小林愛香、降幡愛                                     | 7月13日 沼津リバーサイドホテル（静岡県）                                                            |                 |
| 2024年                                                                                             | 2024明治安田J3リーグ第32節 アスルクラロ沼津 vs カマタマーレ讃岐                                                               | 逢田梨香子、鈴木愛奈                                 | 10月13日 愛鷹広域公園多目的競技場（静岡県）                                                         | 1-2で沼津の敗戦 |
| 2024年                                                                                             | 2024明治安田J3リーグ第33節 ツエーゲン金沢 vs アスルクラロ沼津 ラブライブ!ダービー!!                                           | 小宮有紗、斉藤朱夏                                   | 10月20日 金沢ゴーゴーカレースタジアム（石川県）                                                     | 1-0で沼津の勝利 |
| 2025年                                                                                             | 西浦みかん寿太郎 2025年初出荷セレモニー                                                                                       | 伊波杏樹                                             | 1月31日 東京都中央卸売市場 大田市場（東京都）                                                       |                 |
| 2025年                                                                                             | U-NEXT MUSIC FES LoveLive! Series EXPO 2025 STAGE ～Right now!～                                                              | 斉藤朱夏、小林愛香、降幡愛                           | 8月14日 大阪・関西万博EXPOアリーナ Matsuri（大阪府）                                                |                 |

### 舞台挨拶
| 実施年 | タイトル                                                          | 種別                  | 登壇者                                  | 実施日・会場、劇場                                                                     |
| ------ | ----------------------------------------------------------------- | --------------------- | --------------------------------------- | -------------------------------------------------------------------------------------- |
| 2019年 | ラブライブ！サンシャイン!! The School Idol Movie Over the Rainbow | 初日                  | 全員                                    | 1月4日 沼津市民文化センター 昼の部・夜の部の計2回                                      |
| 2019年 | ラブライブ！サンシャイン!! The School Idol Movie Over the Rainbow | 通常 名古屋・岐阜     | CYaRon！                                | 1月6日 ミッドランドスクエア シネマ×2回、109シネマズ名古屋×2回、TOHOシネマズ モレラ岐阜 |
| 2019年 | ラブライブ！サンシャイン!! The School Idol Movie Over the Rainbow | 通常 大阪             | AZALEA                                  | 1月6日 大阪ステーションシティシネマ×2回、なんばパークスシネマ×2回、MOVIXあまがさき×2回 |
| 2019年 | ラブライブ！サンシャイン!! The School Idol Movie Over the Rainbow | 通常 横浜・埼玉       | CYaRon！                                | 1月13日 横浜ブルク13×2回、109シネマズ二子玉川×2回、MOVIXさいたま×2回                   |
| 2019年 | ラブライブ！サンシャイン!! The School Idol Movie Over the Rainbow | 通常 四国             | 小林愛香、鈴木愛奈                      | 1月13日 イオンシネマ綾川×2回、シネマサンシャイン衣山×2回                               |
| 2019年 | ラブライブ！サンシャイン!! The School Idol Movie Over the Rainbow | 通常 広島・倉敷       | AZALEA                                  | 1月14日 広島バルト11×2回、MOVIX倉敷×2回                                                |
| 2019年 | ラブライブ！サンシャイン!! The School Idol Movie Over the Rainbow | 通常 石川・新潟       | CYaRon！                                | 1月20日 イオンシネマ金沢フォーラス×2回、T・ジョイ長岡×2回                              |
| 2019年 | ラブライブ！サンシャイン!! The School Idol Movie Over the Rainbow | Aqours CLUB 会員限定  | 全員                                    | 2月2日 なんばパークスシネマ                                                            |
| 2019年 | ラブライブ！サンシャイン!! The School Idol Movie Over the Rainbow | 通常 東京             | 全員                                    | 2月4日 新宿ピカデリー×2回                                                              |
| 2019年 | ラブライブ！サンシャイン!! The School Idol Movie Over the Rainbow | 通常 沼津             | Guilty Kiss                             | 2月9日 シネマサンシャイン沼津×2回                                                      |
| 2019年 | ラブライブ！サンシャイン!! The School Idol Movie Over the Rainbow | 通常 沼津             | AZALEA                                  | 2月9日 シネマサンシャイン沼津×2回                                                      |
| 2019年 | ラブライブ！サンシャイン!! The School Idol Movie Over the Rainbow | 通常 沼津             | CYaRon！                                | 2月10日 シネマサンシャイン沼津×2回                                                     |
| 2019年 | ラブライブ！サンシャイン!! The School Idol Movie Over the Rainbow | 通常 宮城・福島・栃木 | 逢田梨香子、小林愛香                    | 2月17日 MOVIX仙台×2、イオンシネマ福島×2、MOVIX宇都宮×2                                 |
| 2019年 | ラブライブ！サンシャイン!! The School Idol Movie Over the Rainbow | 通常 熊本・福岡       | AZALEA                                  | 2月17日 TOHOシネマズ光の森×2、T・ジョイ博多×2、T・ジョイ リバーウォーク北九州×2        |
| 2019年 | ラブライブ！サンシャイン!! The School Idol Movie Over the Rainbow | 通常 北海道           | 小宮有紗、降幡 愛、田野アサミ、佐藤日向 | 2月24日 ユナイテッド・シネマ札幌、札幌シネマフロンティア、シネプレックス旭川           |
| 2019年 | ラブライブ！サンシャイン!! The School Idol Movie Over the Rainbow | Aqours CLUB 会員限定  | 全員                                    | 3月11日 ユナイテッド・シネマ豊洲、新宿ピカデリー                                       |

## Aqours CLUB
ニコニコ生放送、バンダイチャンネル、LINE ライブで2017年4月5日に放送された「Aqoursニコ生課外活動 〜Aqoursだよ！いち、に、のサンシャイン!!〜」にて発表された公式ファンクラブ。初代Aqours CLUBは2017年6月30日正午よりサービスが開始された。
Aqoursの結成記念日である6月30日を起点に、6月29日までの1年ごとの期間限定でサービスを提供するのが特徴。「2018」以降は、過去のAqours CLUBの会員情報を引き継ぐことができる。
入会には、各年度のサービス開始日に発売されるテーマソングCDシリーズ「Aqours CLUB CD SET」に付属するシリアルコードを入力する必要がある。CD購入が入会に必須となるため、実質的な会費は5,000円［税別］である。会員になるとできる特典として、デジタル会員証の発行、チケット最速先行抽選申込の受付、Aqours活動日誌の閲覧、Aqoursのメンバー（担当声優）へのメッセージ送信（1000文字以内）、アスマート内の限定グッズの購入などがある。また、テレビ出演の観覧応募や、劇場版の舞台挨拶など、会員限定のイベント応募も行われている。
メンバーの誕生日当日は、そのメンバーが主役の背景に切り替わり、ろうそくを消すイベントが発生する。抽選で50名に特別なデジタル会員証がプレゼントされた。「2018」はクラッカーを鳴らすイベント、「2019」では風船を飛ばすイベントになり、デジタル会員証のプレゼントの対象は前年同様500名のままで行われている。
本来なら2020年6月30日に2020年度が始まる予定だったので、7月からの誕生日当日イベントは「くす玉」を割るイベントとなり、限定デジタル会員証は引き続き500名に抽選でプレゼントされる。
2020年度の誕生日イベントに付随して、トップページのイラストで着ている衣装のプロデュースをキャストが行ったり、「Aqours CLUB BIRTHDAY PHOTO」「Aqours CLUB BIRTHDAY REPORT」が期間限定として更新されている。
2021年度のメンバー誕生日のイベントは「フラワースタンド」になった。
Aqours CLUB 2021では、結成6周年を迎えるにあたり始動した、“We Are Challengers Project”にちなんで、Aqoursが"100個"の様々なことにチャレンジする「CLUB CHALLENGE」がスタートし、6月26日までに100個のチャレンジを行った。
Aqours CLUB 2022では、毎回ラジオ形式で様々なトークコーナーをお届けする「CLUB RADIO」、日常の出来事・感じた事・考えたことなどを日記形式でお届けする「CLUB DIARY」の二つが新たなコンテンツとしてスタートした。
会員番号の1～9番はメンバーとなっている。
各年度のAqours CLUBの詳細は以下の通り。
Aqours CLUB CD SET 2020の発売も2020年6月30日の予定だったが、発売は延期され、2019年度Aqours CLUBのサービス期間が2020年9月30日まで延長された。それに伴い、Aqours CLUB CD SET 2020の開設期間が2020年10月1日から2021年6月29日までとなるが、本来のサービス期間の2020年6月30日から9月30日に更新された内容も引き続き閲覧可能になっていた。
2025年6月29日をもって、「Aqours CLUB 2024」が終了、「Aqours CLUB 2025」の開催予定もないことから、8年の歴史に幕を下ろした。
| 年度                  | タイトル         | サービス期間                  | テーマソングCD            |
| --------------------- | ---------------- | ----------------------------- | ------------------------- |
| 2017年度              | Aqours CLUB      | 2017年6月30日 - 2018年6月29日 | Landing action Yeah!!     |
| 2018年度              | Aqours CLUB 2018 | 2018年6月30日 - 2019年6月29日 | ホップ・ステップ・ワーイ! |
| 2019年度              | Aqours CLUB 2019 | 2019年6月30日 - 2020年9月30日 | Jump up HIGH!!            |
| 2020年度              | Aqours CLUB 2020 | 2020年10月1日 - 2021年6月29日 | JIMO-AI Dash!             |
| 2021年度              | Aqours CLUB 2021 | 2021年6月30日 - 2022年6月29日 | DREAMY COLOR              |
| 2022年度              | Aqours CLUB 2022 | 2022年6月30日 - 2023年6月29日 | ユメ+ミライ=無限大        |
| 2023年度              | Aqours CLUB 2023 | 2023年6月30日 - 2024年6月29日 | SORA, FUJI, SUNSHINE!     |
| 2024年度 （最終年度） | Aqours CLUB 2024 | 2024年6月30日 - 2025年6月29日 | 僕らの海でまた会おう      |

## 受賞歴
- 第11回声優アワード歌唱賞「Aqours」[8]
- ANiUTa AWARD 2017 女性グループアーティスト部門「Aqours」
- ANiUTa AWARD 2018 女性グループアーティスト部門「Aqours」[157]
- ANiUTa AWARD 2019 女性グループアーティスト部門「Aqours」[158]

## 日本レコード協会ゴールドディスク認定
- 2017年5月度ゴールドディスク認定　君のこころは輝いてるかい?「Aqours」
- 2017年9月度ゴールドディスク認定　恋になりたいAQUARIUM「Aqours」
- 2017年10月度ゴールドディスク認定　未来の僕らは知ってるよ「Aqours」
- 2017年12月度ゴールドディスク認定　Awaken the power「Saint Aqours Snow」
- 2018年8月度ゴールドディスク認定　Thank you, FRIENDS!!「Aqours」
- 2019年1月度ゴールドディスク認定　逃走迷走メビウスループ / Hop? Stop? Nonstop!「Aqours」
- 2019年1月度ゴールドディスク認定　僕らの走ってきた道は… / Next SPARKLING!!「Aqours」
- 2019年2月度ゴールドディスク認定　Believe again / Brightest Melody / Over The Next Rainbow「Saint Aqours Snow」
- 2020年8月度ゴールドディスク認定　Fantastic Departure!「Aqours」
- 2024年12月度ゴールドディスク認定（プラチナ認定）　永久hours「Aqours」

## トータルセールス成績
|                                               | 売上（順位）                 | 売上（順位）                 | 売上（順位）                |
| 総合                                          | CDシングル                   | BD/DVD                       |                             |
| --------------------------------------------- | ---------------------------- | ---------------------------- | --------------------------- |
| 2016年度（2015年12月20日-2016年12月11日集計） | 7.0億円 （57位・アニメ3位）  | —                            | —                           |
| 2017年度（2016年12月12日-2017年12月10日集計） | 15.2億円 （25位・アニメ1位） | —                            | —                           |
| 2018年度（2017年12月11日-2018年12月9日集計）  | 17.4億円 （21位・アニメ1位） | —                            | —                           |
| 2019年度（2018年12月10日-2019年12月8日集計）  | 24.2億円 （36位・アニメ1位） | 10.6億円 （10位・アニメ1位） | 4.8億円 （11位・アニメ2位） |
| 2020年度（2019年12月9日-2020年12月13日集計）  | 12.6億円 （36位・アニメ2位） | 5.3億円 （21位・アニメ1位）  | 4.8億円 （32位・アニメ5位） |
| 2021年度（2020年12月14日-2021年12月12日集計） | 8.8億円 （55位・アニメ2位）  | 5.1億円 （24位・アニメ1位）  | 1.8億円 （31位・アニメ4位） |
| 2022年度（2021年12月13日-2022年12月11日集計） | 6.5億円 （84位・アニメ3位）  | 4.3億円 （22位・アニメ1位）  | —                           |

「-」は11位以下を指す。